# Musée des Arts décoratifs (Paris)
Pour les articles homonymes, voir Musée des arts décoratifs.
Le musée des Arts décoratifs (à ne pas confondre avec Les Arts décoratifs, qui est l'association chapeautant le musée, la bibliothèque, etc.) est un musée parisien, situé rue de Rivoli, dans l'aile Marsan du palais du Louvre, qui a pour objectif la valorisation des beaux-arts appliqués et le développement de liens entre industrie et culture, création et production. Il conserve l'une des plus importantes collections d'arts décoratifs au monde. Le musée poursuit l'objectif qui a présidé à sa fondation : « entretenir en France la culture des arts qui poursuivent la réalisation du beau dans l'utile ».
Il fait partie de l'ensemble plus vaste de l'association privée MAD (dénommée Les Arts décoratifs jusqu'en janvier 2018), fondée en 1882.

## Historique
Initialement envisagé en 1879 sur l’emplacement du palais d'Orsay incendié en 1871, le musée des Arts décoratifs est inauguré le 29 mai 1905 dans l'aile et le Pavillon de Marsan du palais du Louvre à la suite d'aménagements dirigés par l'architecte Gaston Redon. Il a été profondément réaménagé en 1996, lors de la réalisation du projet du Grand Louvre, avec l'installation définitive du musée de la Mode et du Textile pour sa réouverture en janvier 1997. Le musée de la Publicité, conçu par l’architecte Jean Nouvel, s'est adjoint à l'ensemble en novembre 1999.

### Direction
- François Mathey : 1955-1986
- Yvonne Brunhammer : 1986-1991
- Danièle Giraudy : 1991-1994
- Pierre Provoyeur : 1994-1996
- Marie-Claude Beaud : 1996-1999
- Béatrice Salmon : 2000-2013
- Olivier Gabet : 2013-2022[3]
- Christine Macel : depuis 2022

## Collections

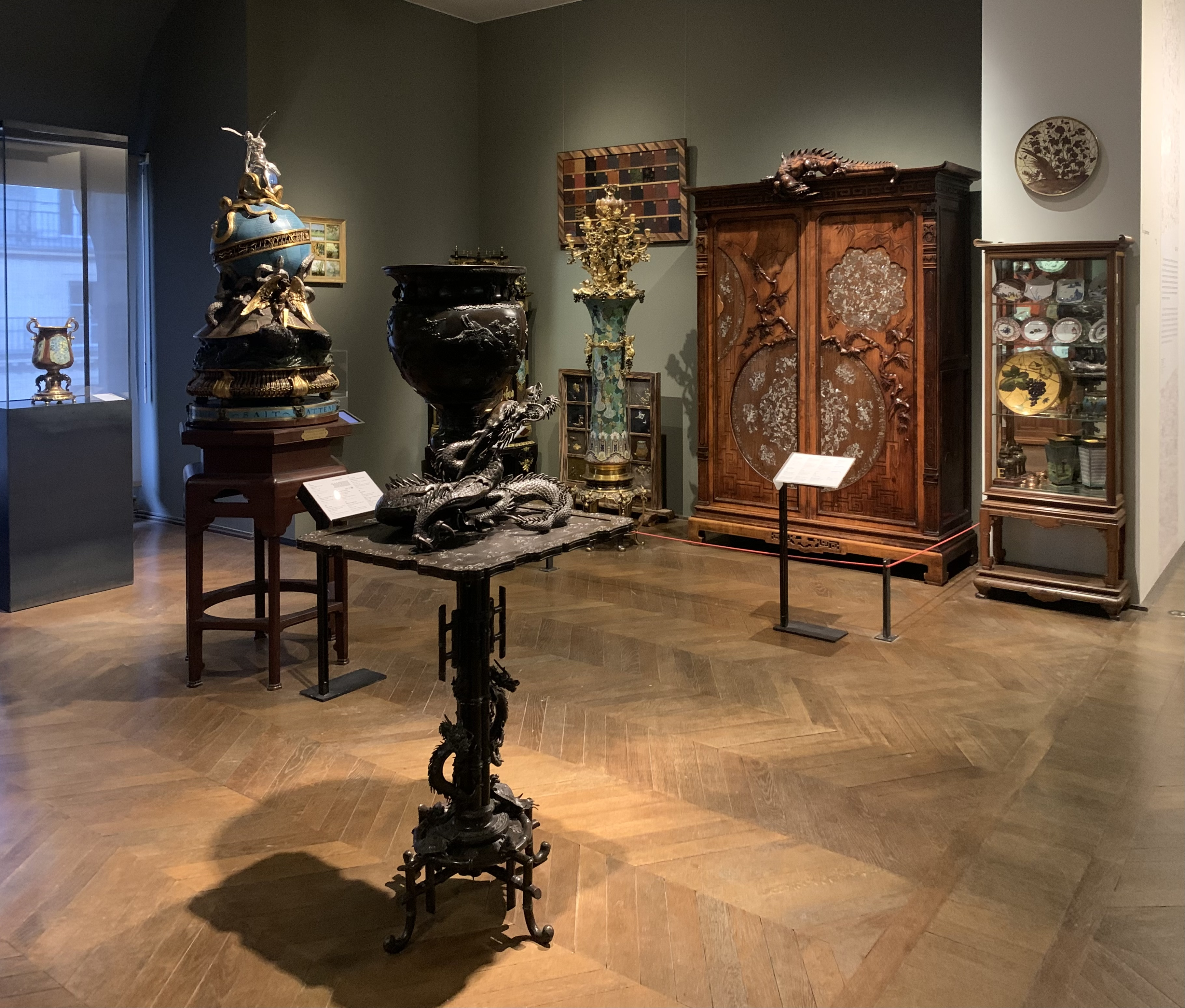
Salle du japonisme.

Les diverses collections du musée regroupent environ 150 000 objets dont 6 000 sont présentés au public. Elles sont réparties en cinq départements chronologiques (Moyen Âge - Renaissance, XVIIe–XVIIIe, XIXe, Art nouveau - Art déco, Moderne-Contemporain) et dans sept départements thématiques (arts graphiques, bijoux, jouets, papiers peints, verre, mode et textile, publicité et graphisme) pour dessiner un parcours chronologique de l’évolution de la production artistique sous tous ses aspects dans les arts décoratifs depuis le Moyen Âge jusqu'au design contemporain : le mobilier, les arts de la table, les arts graphiques, l'orfèvrerie, le verre, la céramique, le papier peint, la tapisserie, la peinture et la sculpture sont représentés dans les collections. La plupart des collections du musée proviennent des nombreux dons et legs dont il a bénéficié depuis sa création et elles reflètent donc également le goût des collectionneurs selon les époques. Le musée abrite également la donation Jean Dubuffet et le musée du jouet. Y sont également présentes des œuvres du sculpteur Emmanuel Collin qui fut, en 1987, le plus jeune artiste à avoir exposé dans ce musée.

### Départements chronologiques

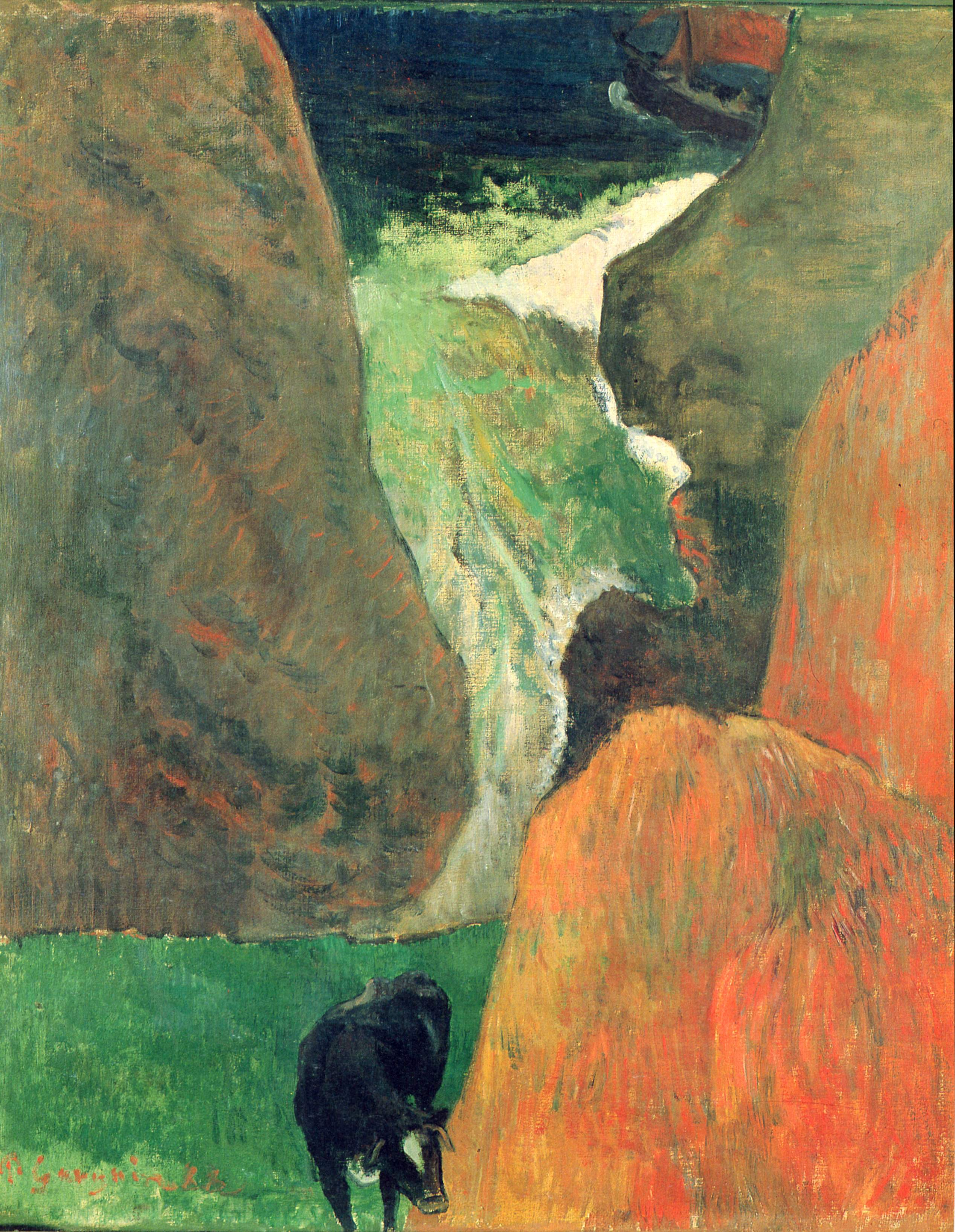
Marine avec vache. Au-dessus du gouffre (1888) de Paul Gauguin.

La collection de peintures, répartie tout le long du parcours chronologique des collections, couvre la période allant du XIIIe au XXe siècle avec de nombreux panneaux gothiques espagnols, italiens et flamands ainsi que des œuvres de peintres tels que Lucas Cranach l'Ancien (Vénus et l'Amour voleur de miel), Jan van Kessel, Alessandro Magnasco, Alexandre-François Desportes, Charles de La Fosse, Jean-Baptiste Oudry, François Boucher, Giambattista Tiepolo, Giandomenico Tiepolo, Hubert Robert, Philippe-Jacques de Loutherbourg, Bernardo Bellotto, Gaspare Diziani, Jacques-Louis David, Camille Moreau-Nélaton, Paul Gauguin, Henri-Edmond Cross, James Ensor, Giovanni Boldini, Henri Matisse, Jean Dupas ou Jean Dubuffet.

#### Moyen Âge / Renaissance (salles 2 à 9)
Ce département couvre une période de 400 ans allant du XIIe au XVIe siècle. La collection comprend plus de 3 600 œuvres.

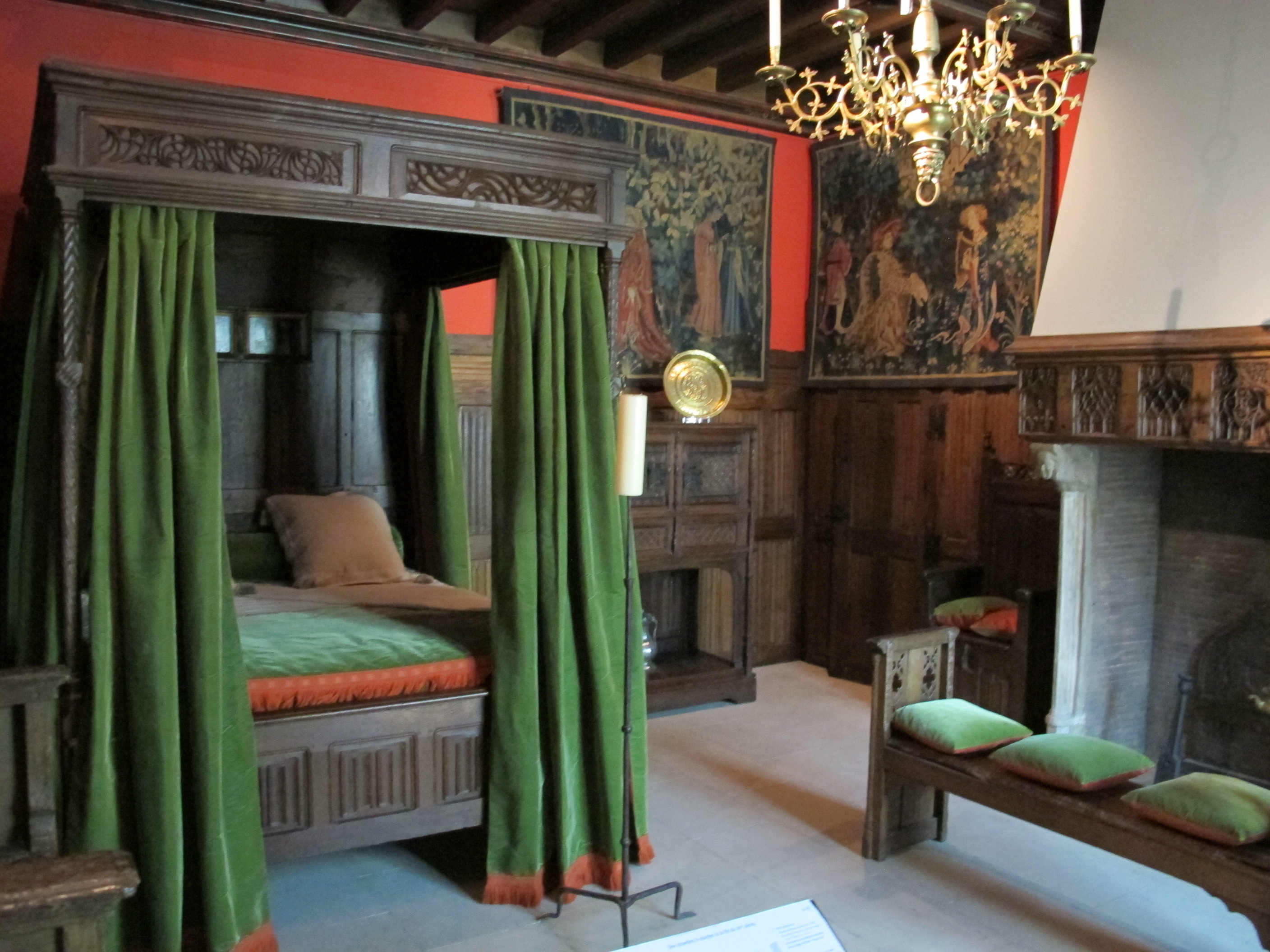
Chambre du XVe siècle.
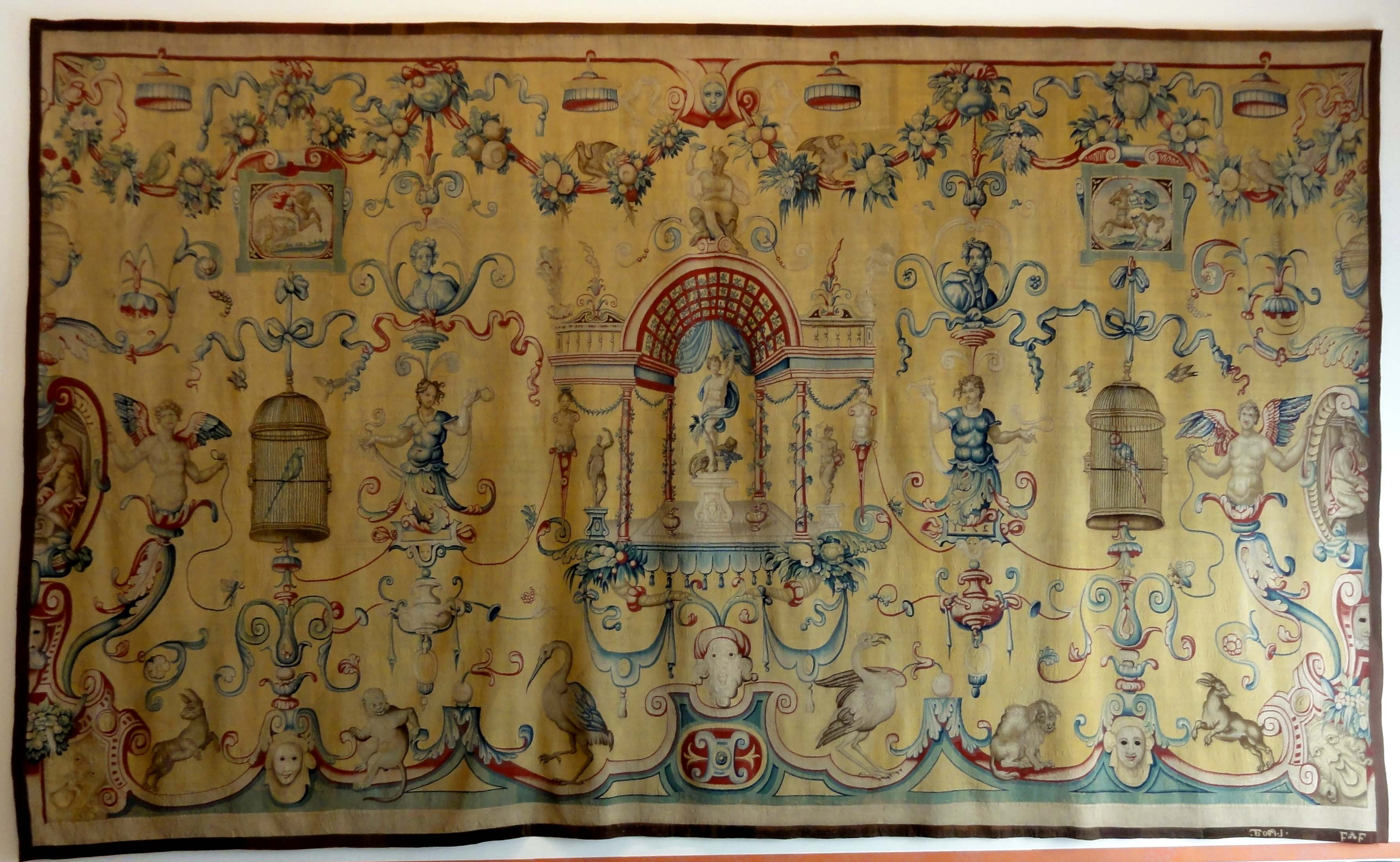
Tenture Renaissance avec grotesques.

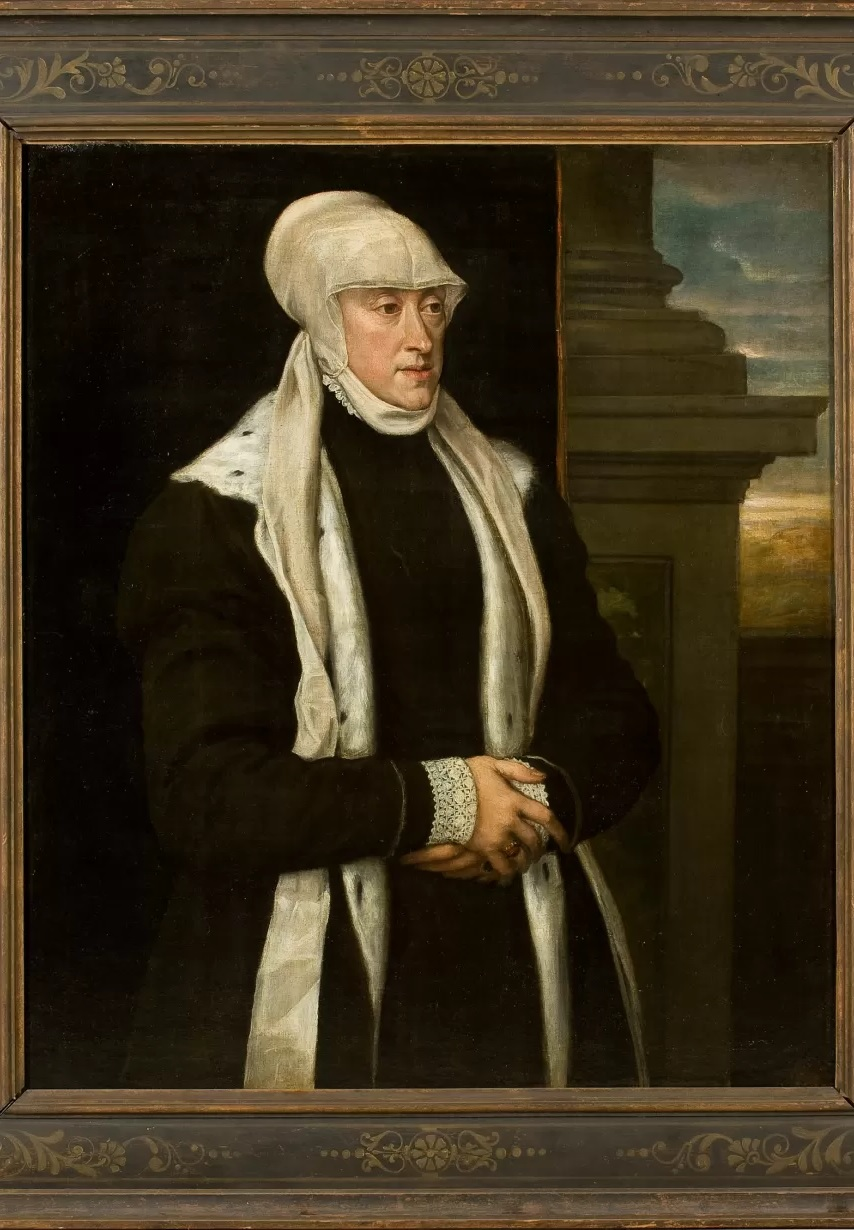
Portrait de Marie de Habsbourg, XVIe siècle.
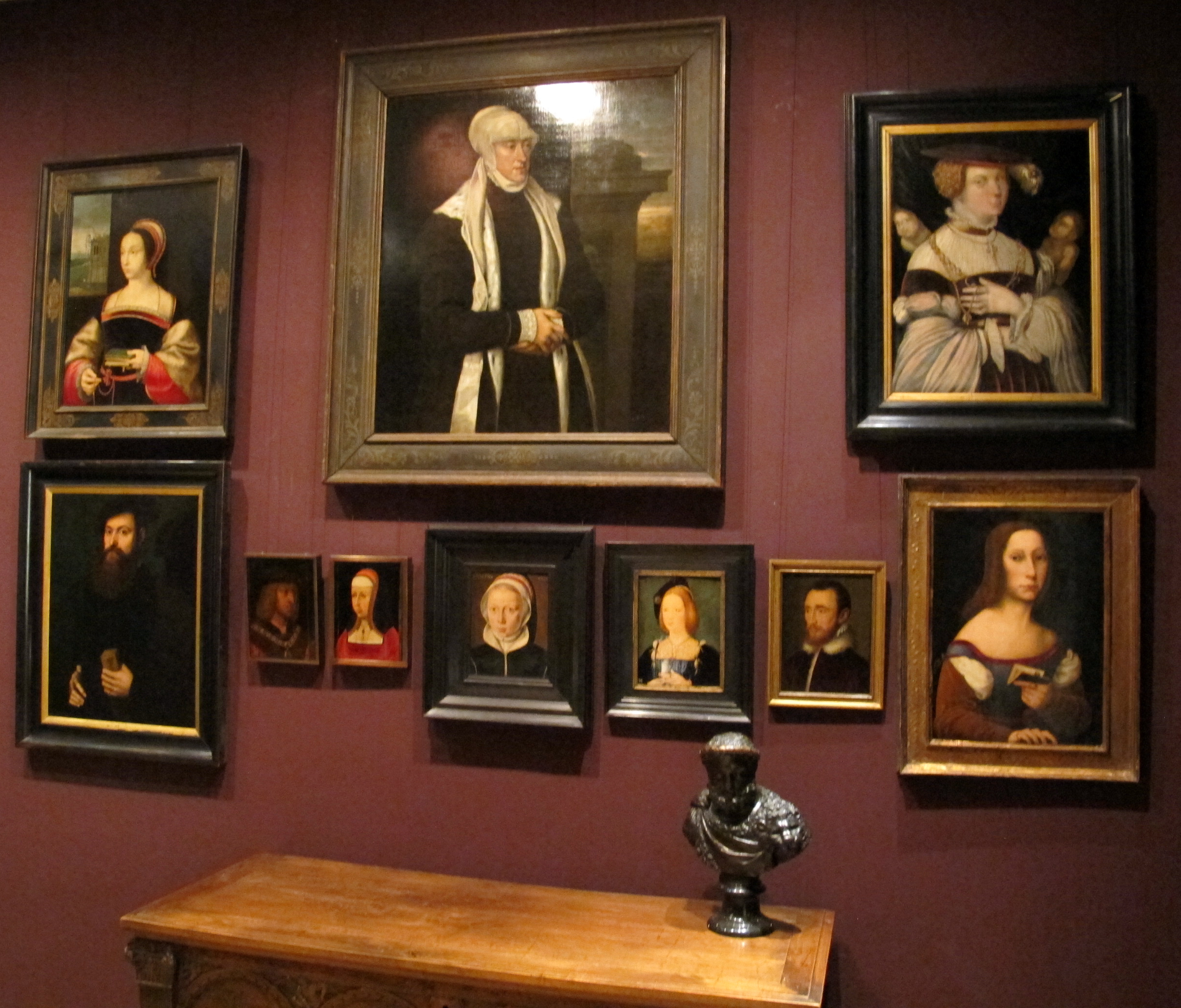
Portraits de la Renaissance
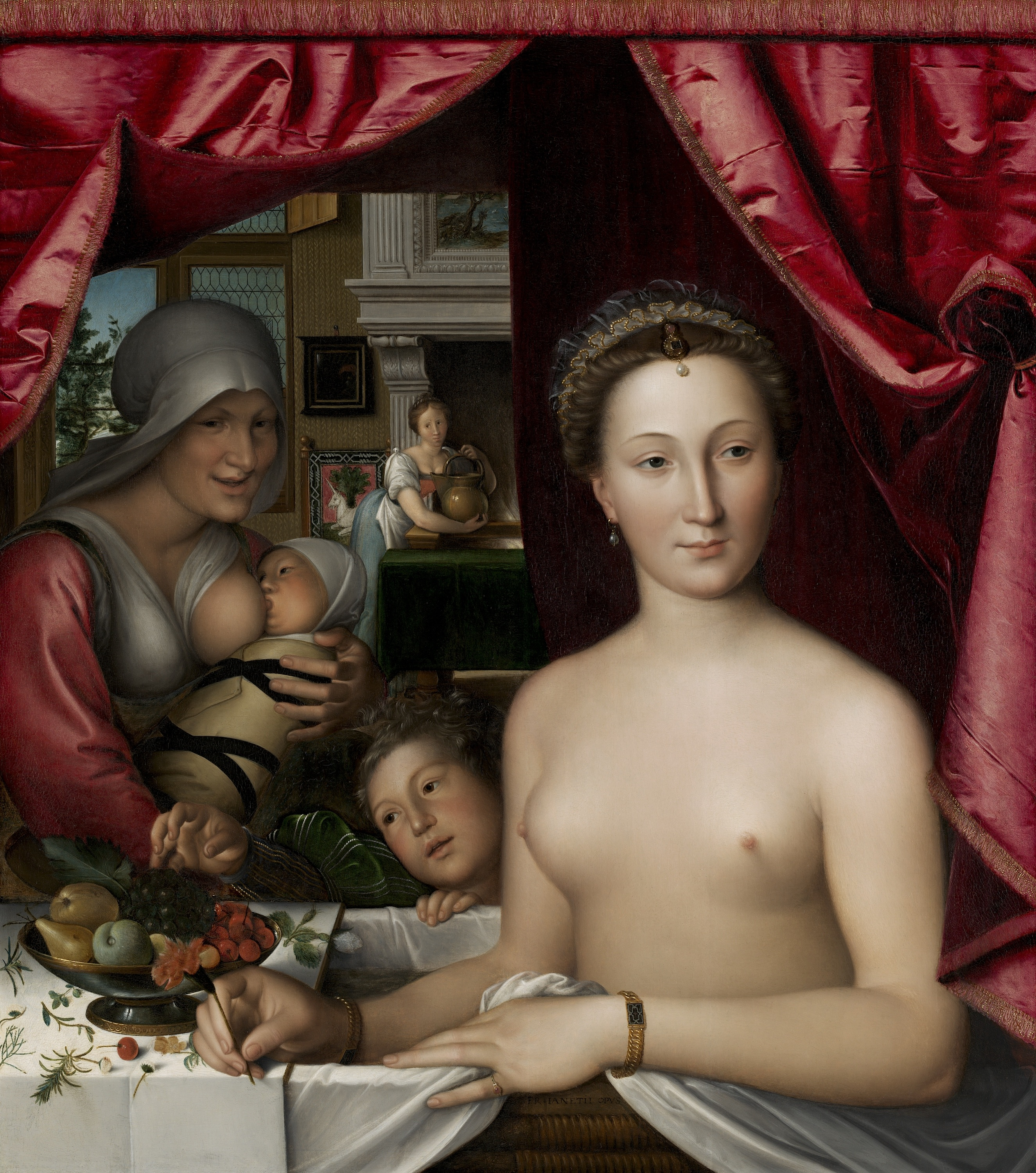
Portrait d'une dame, école de François Clouet.

#### XVIIeetXVIIIesiècles(salles 10 à 30)
Dès les origines du musée, ce département regroupait des œuvres à vocation encyclopédique. Comptant aujourd'hui près de 20 000 œuvres, celles-ci offrent un panorama quasi complet des arts décoratifs de l'époque. Environ 1 500 œuvres sont présentées dans les galeries, où sont reconstituées quelques intérieurs d'époque, comme le salon Talairac et le salon de l'hôtel de Serres.

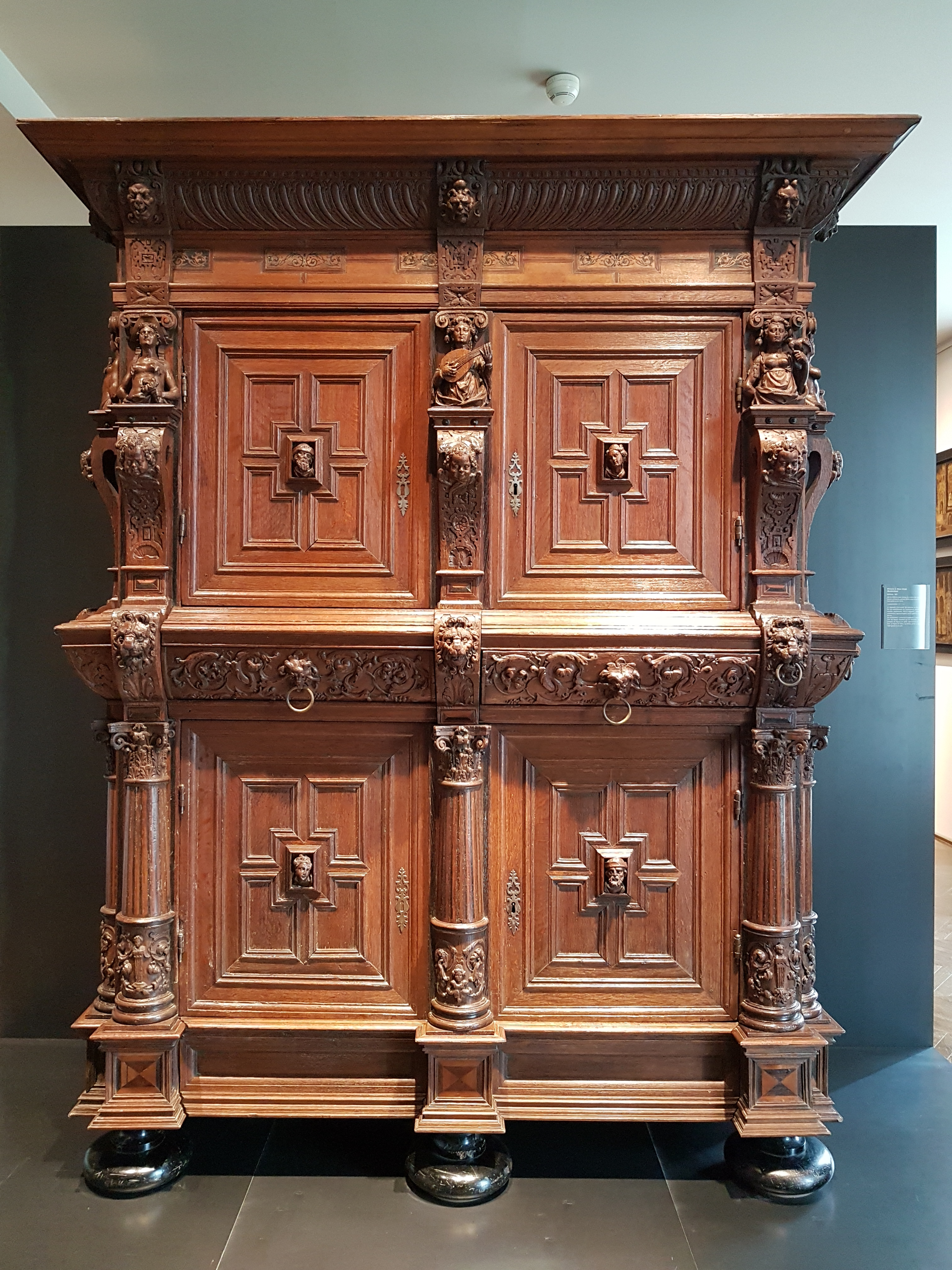
Armoire hollandaise, 1620.
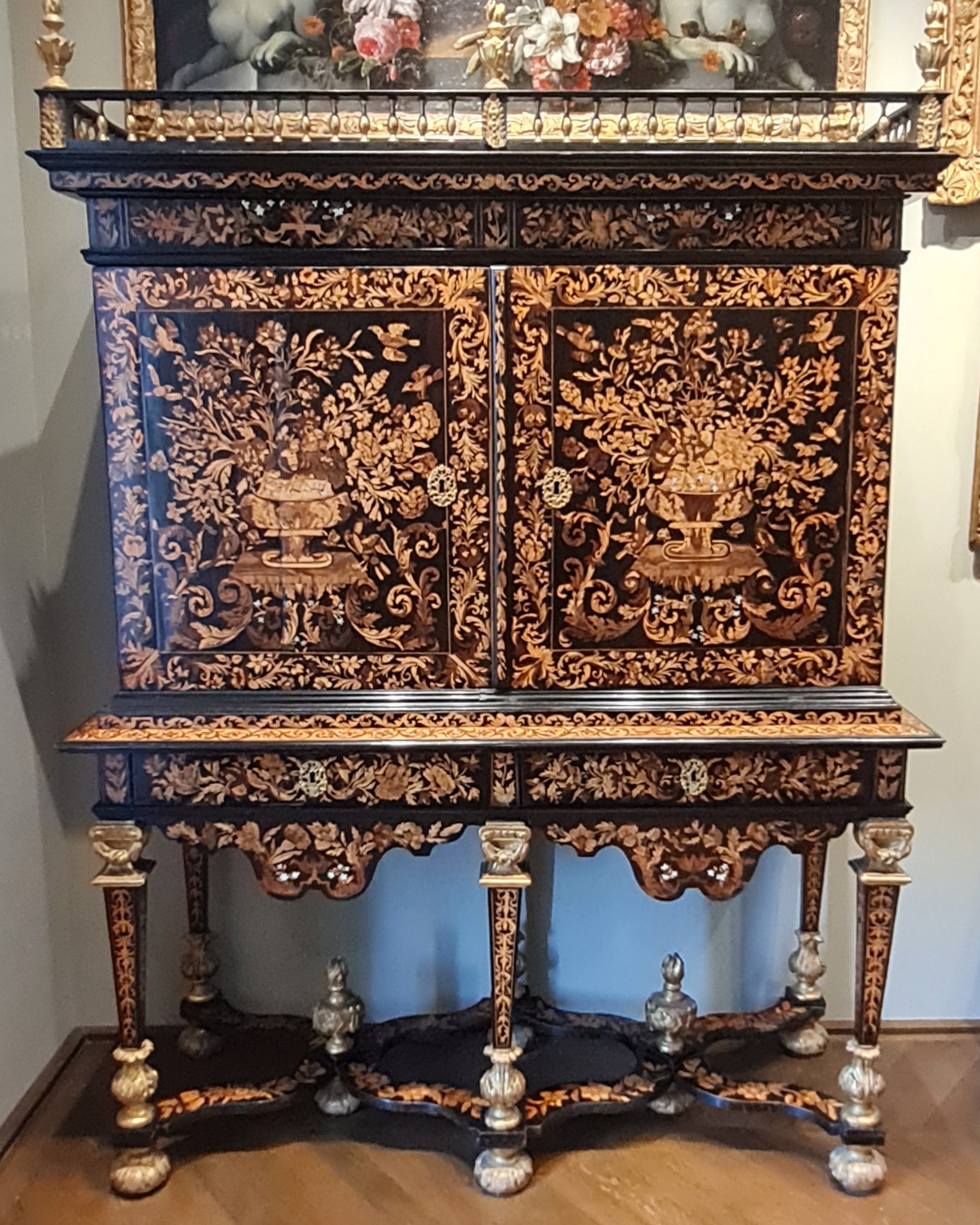
Cabinet, Paris, vers 1670.
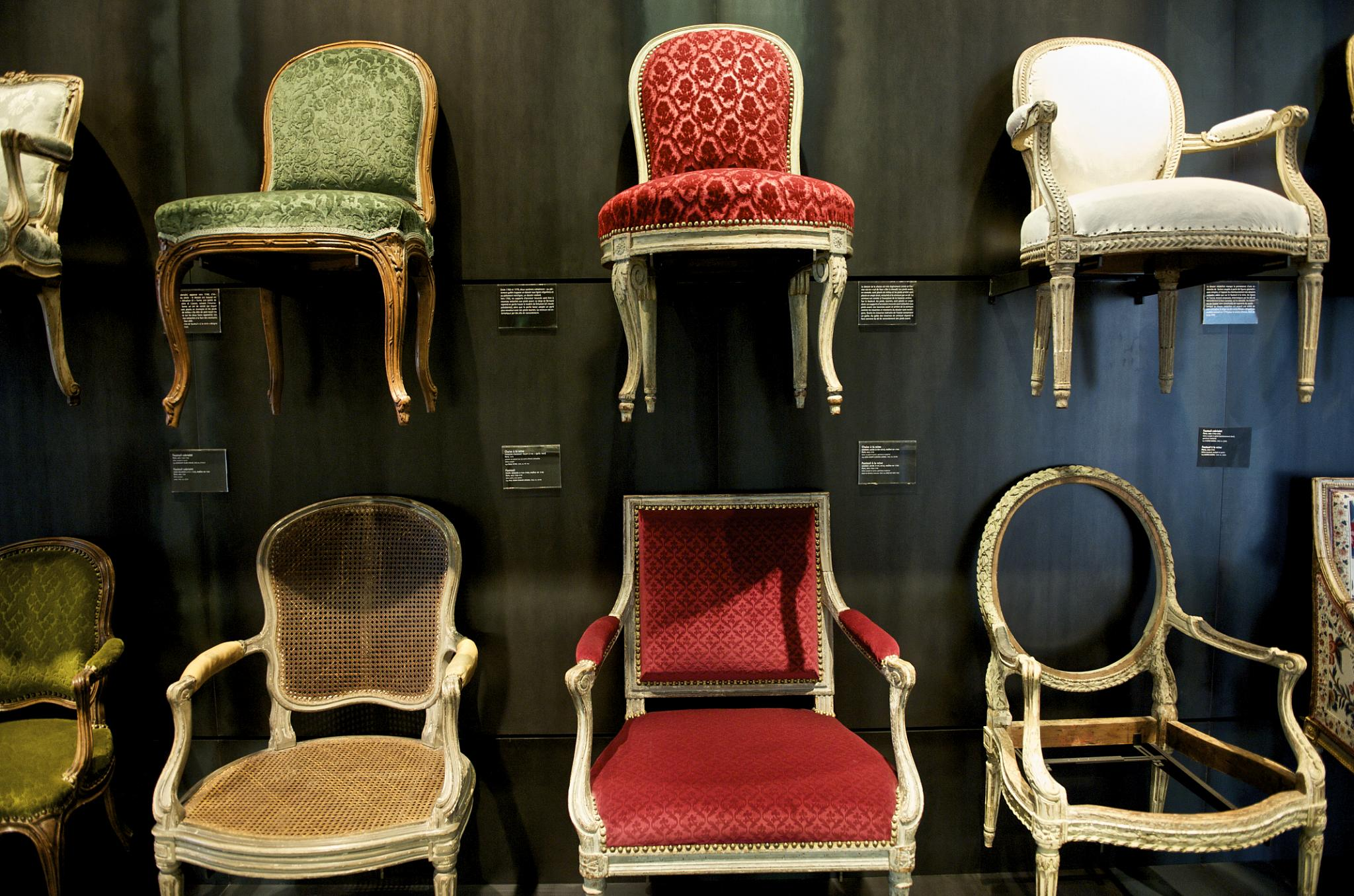
Chaises du XVIIIe siècle.
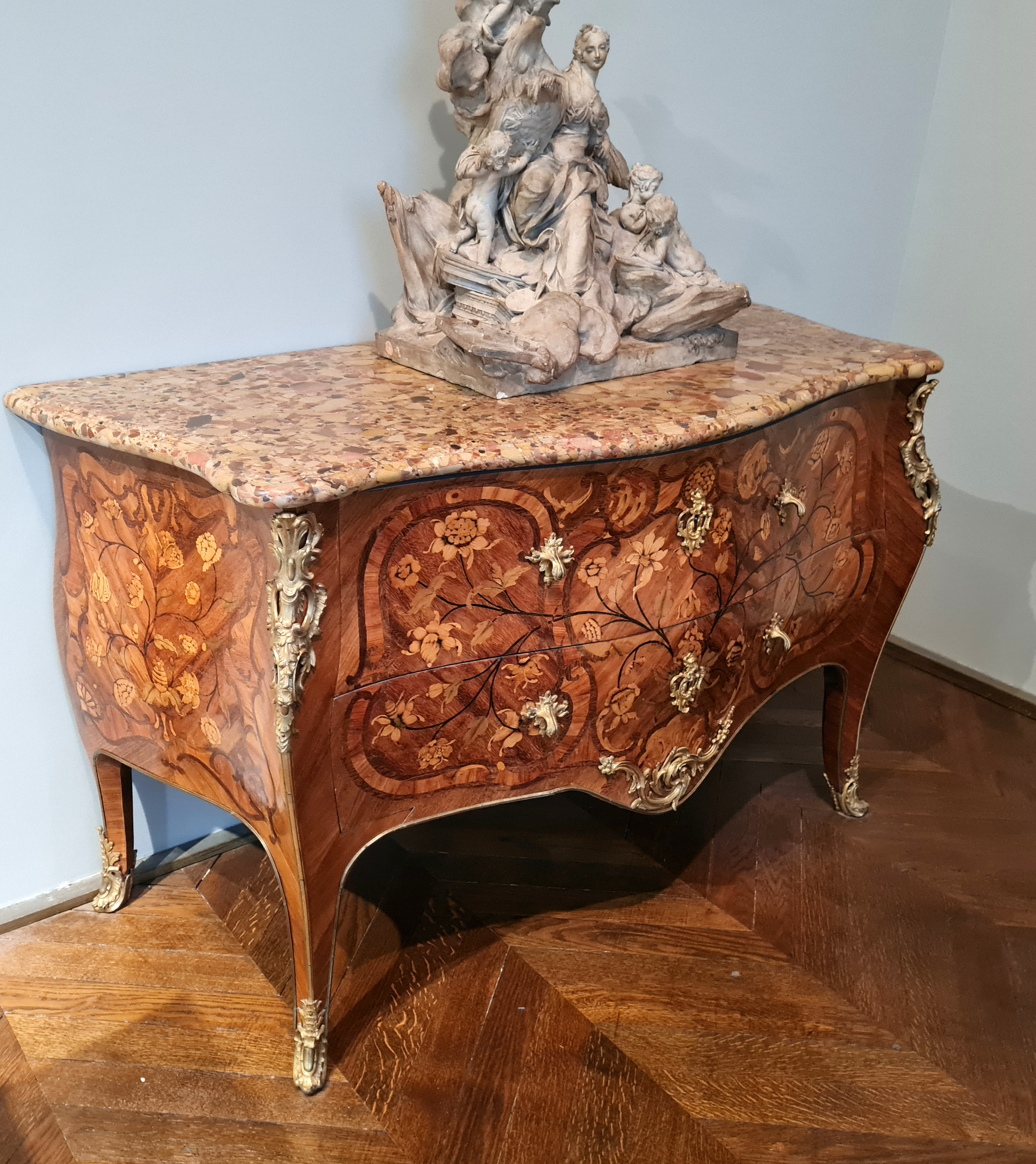
Commode, Paris, 1755.
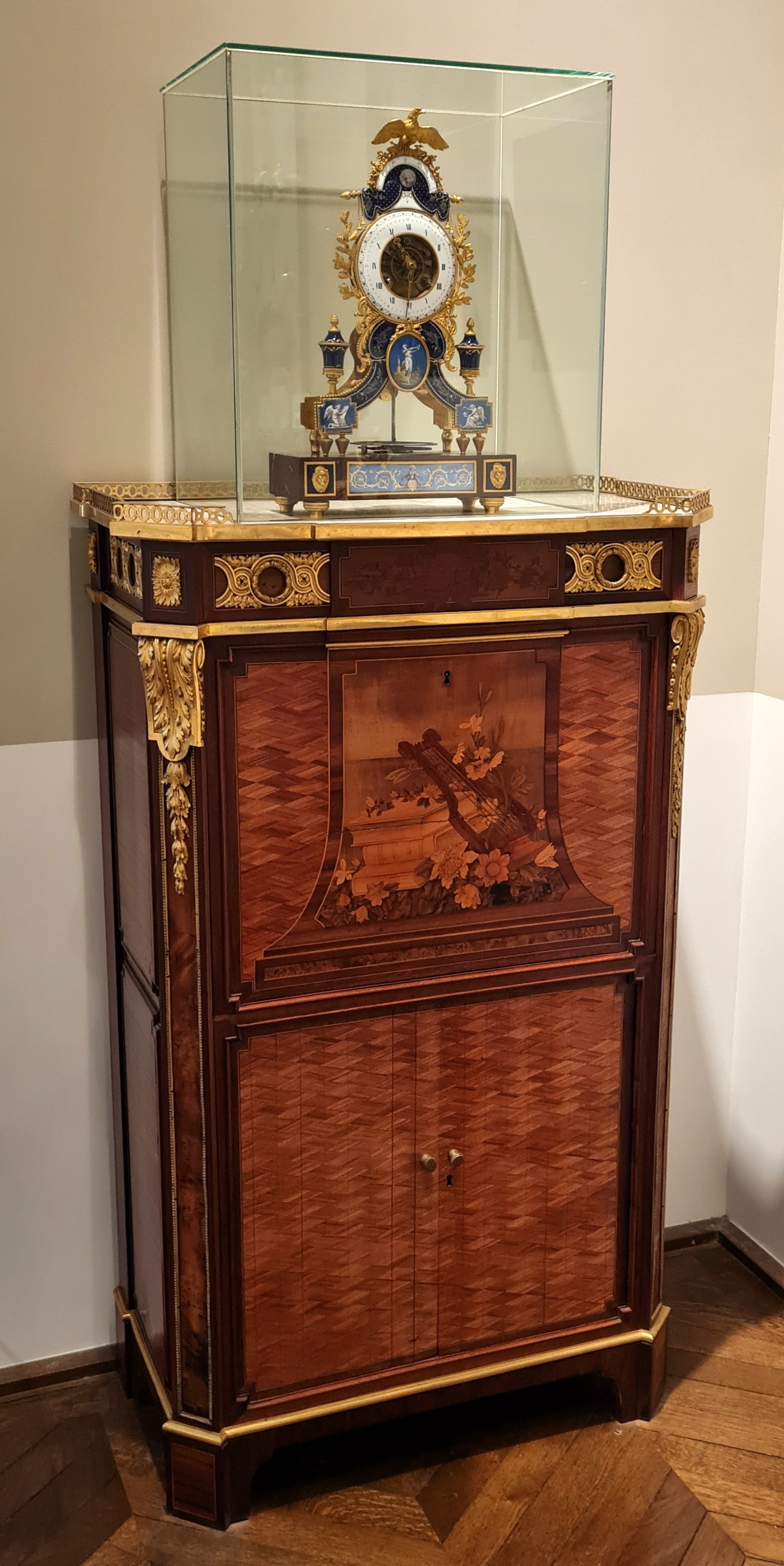
Secrétaire à abattant, Paris, 1780.

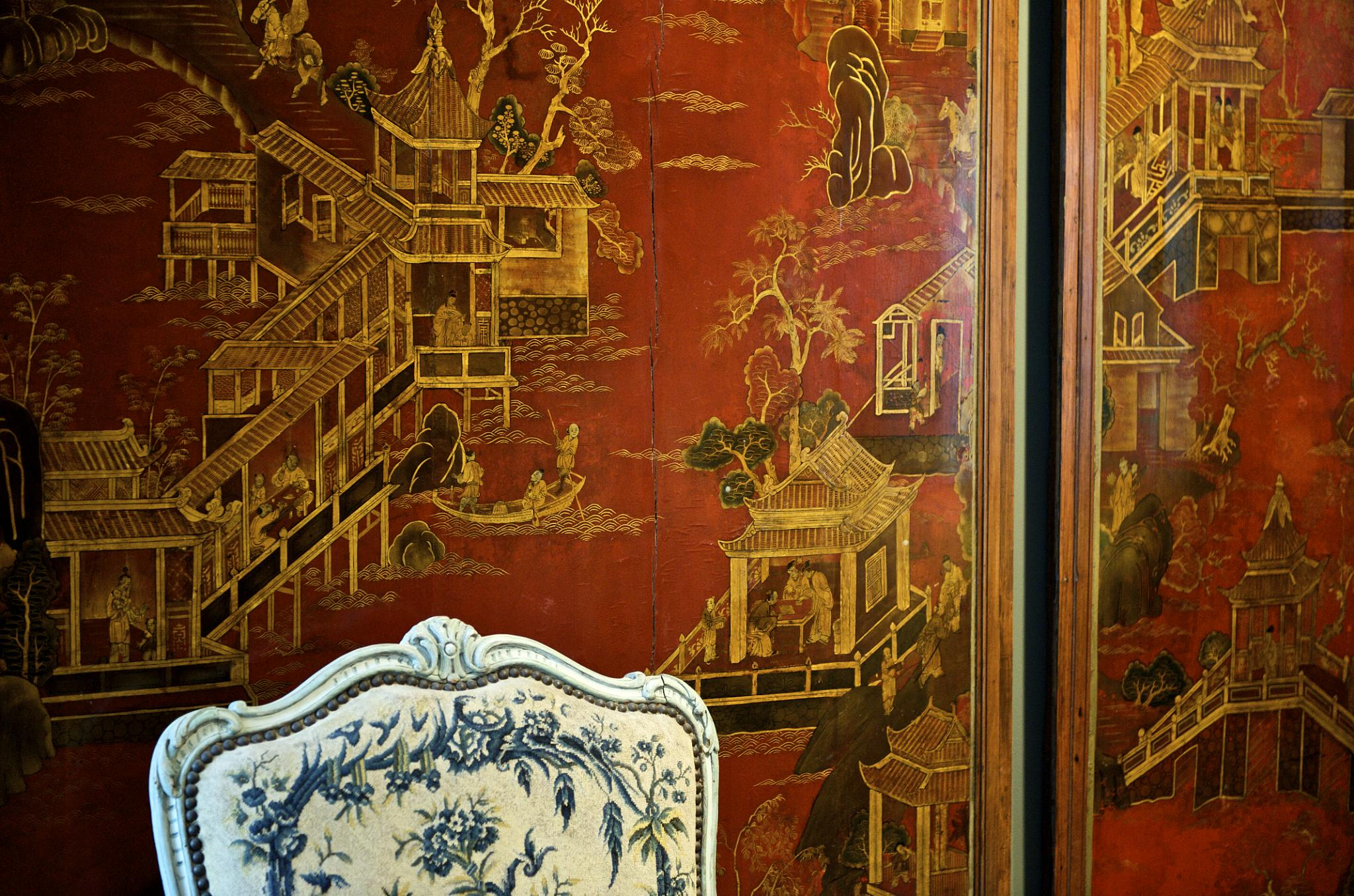
Panneaux à motifs de chinoiseries.
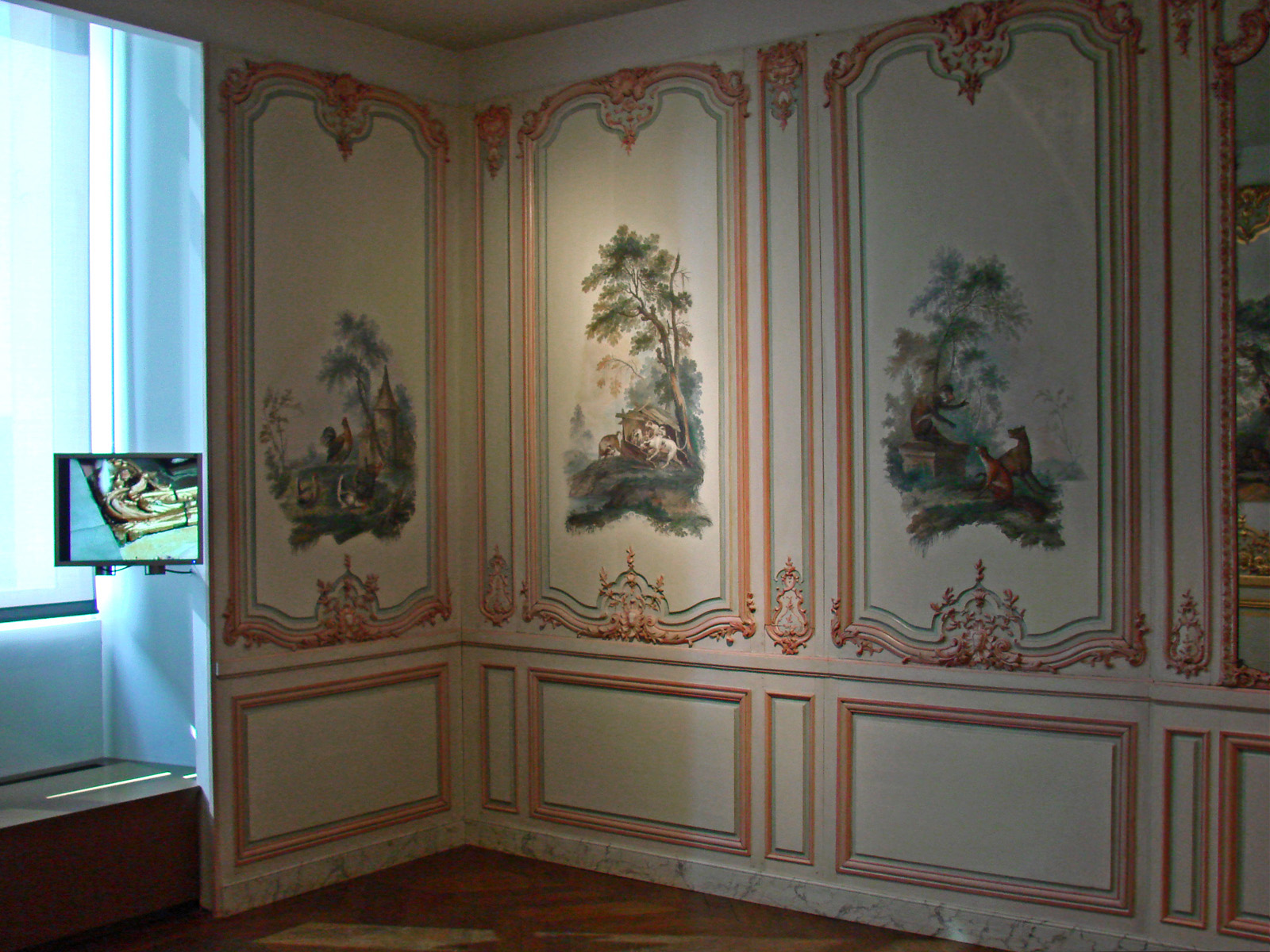
Cabinet des Fables de l'hôtel d'Angé.

#### XIXesiècle(salles 31 à 42)
Ce département compte un peu plus de 9 200 œuvres dont plus de 800 sont exposées dans 13 salles alternant des évocations d'intérieur, des présentations en vitrines et des scènes d'époque. Parmi les 450 pièces de mobilier se distinguent des ensembles complets d'époque Empire et Restauration, du mobilier royal déposé par le Mobilier national, et des meubles exceptionnels provenant de l'industrie ou des Expositions universelles.
Les collections comprennent également plus de 2 200 céramiques, de Sèvres, Paris ou Limoges. Environ 950 pièces d'orfèvrerie permettent d'admirer les productions des manufactures Odiot et Christofle, tels que le monumental « Surtout des cent couverts » de Napoléon III.
Plus de trois cents peintures et plus de cinq cents sculptures enrichissent le fonds du département.

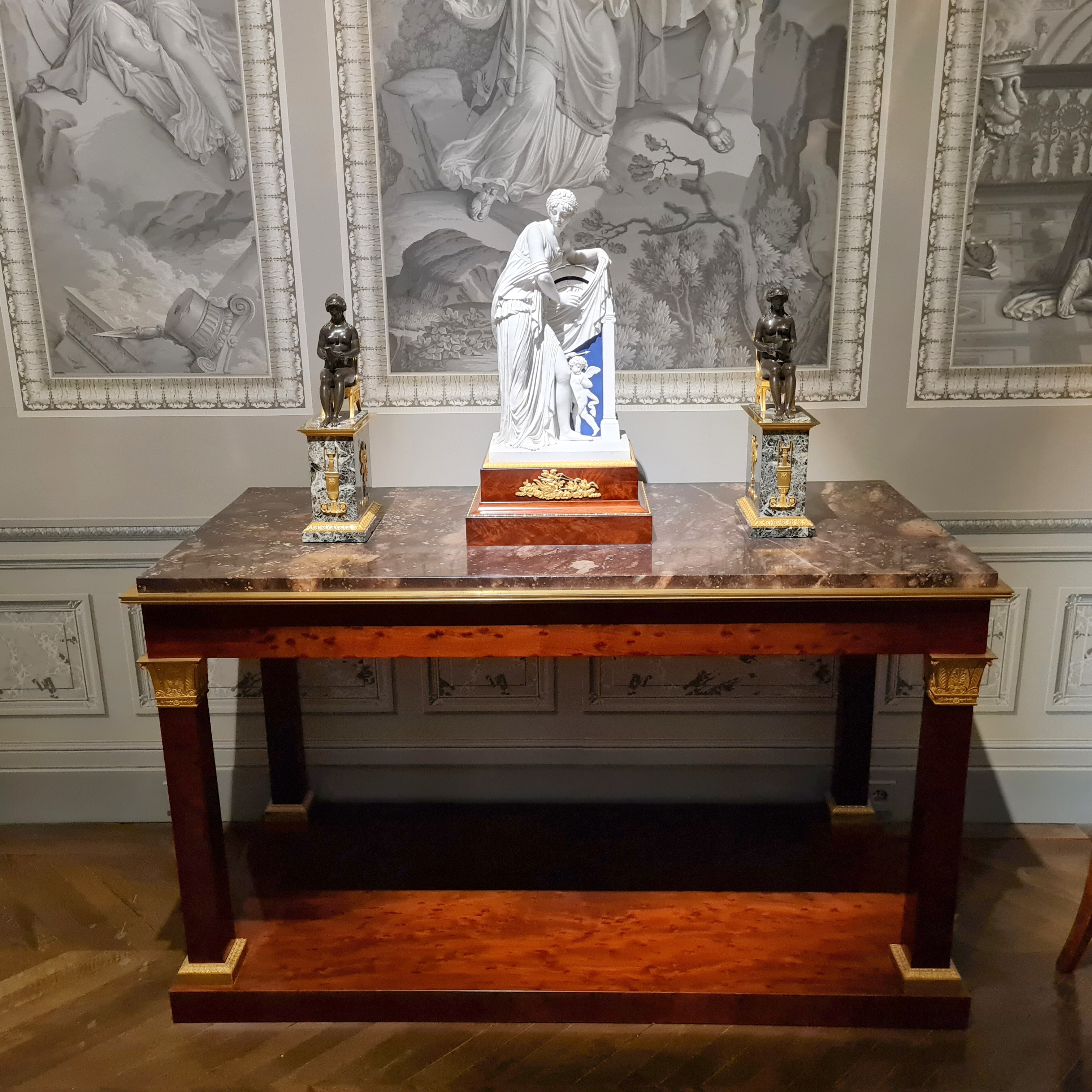
Console premier Empire, Paris.
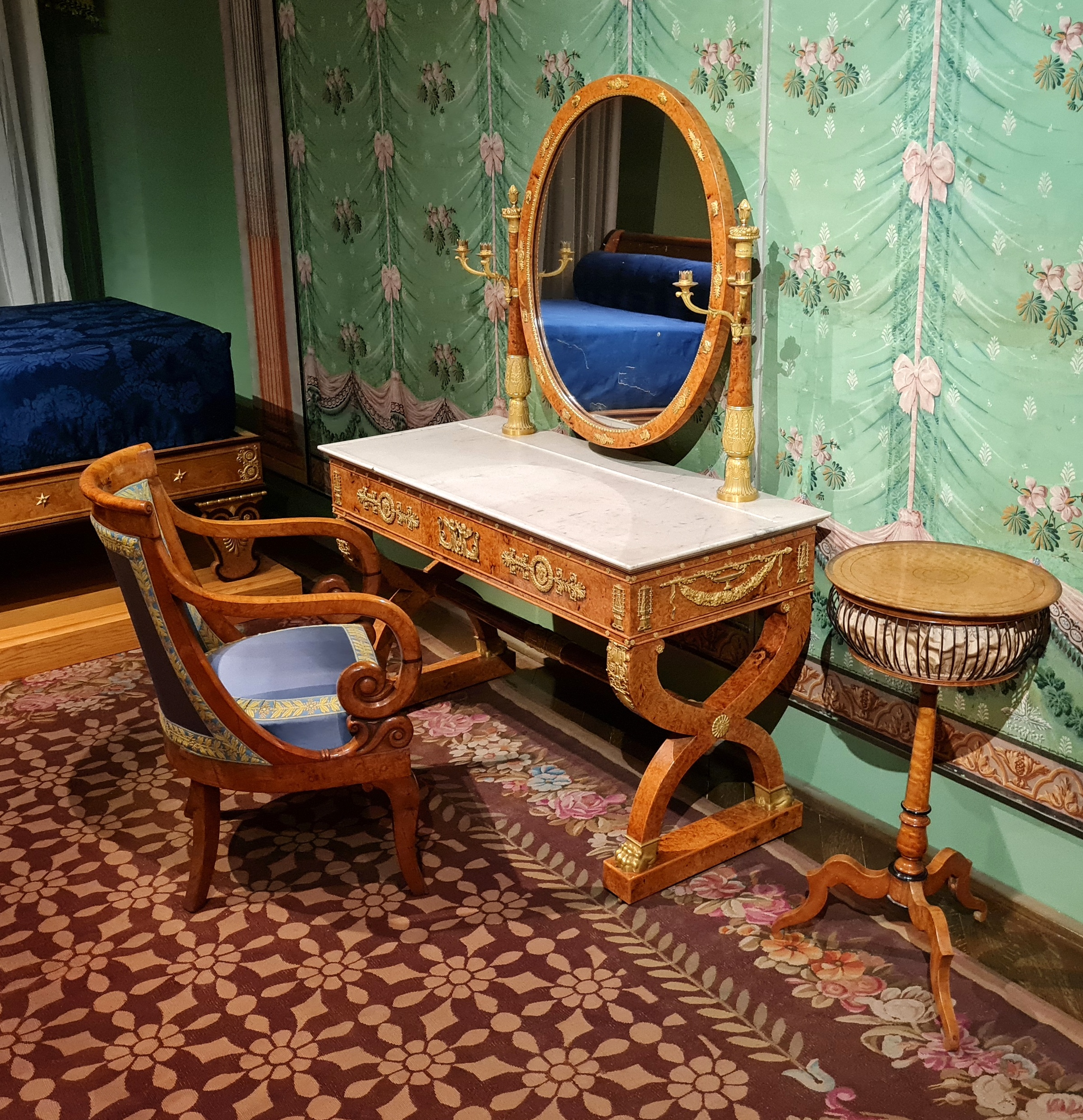
Mobilier de la duchesse de Berry.
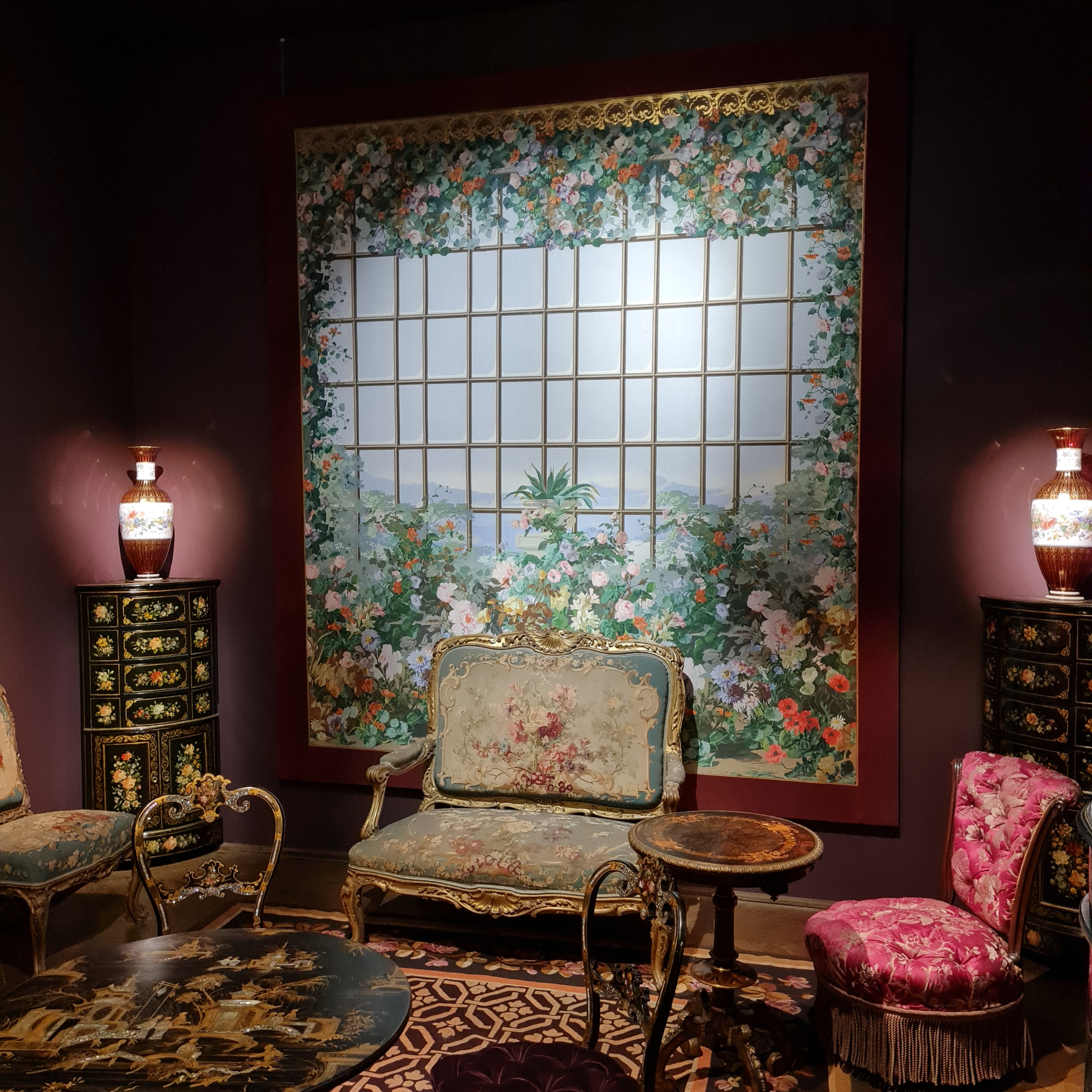
Salon second Empire
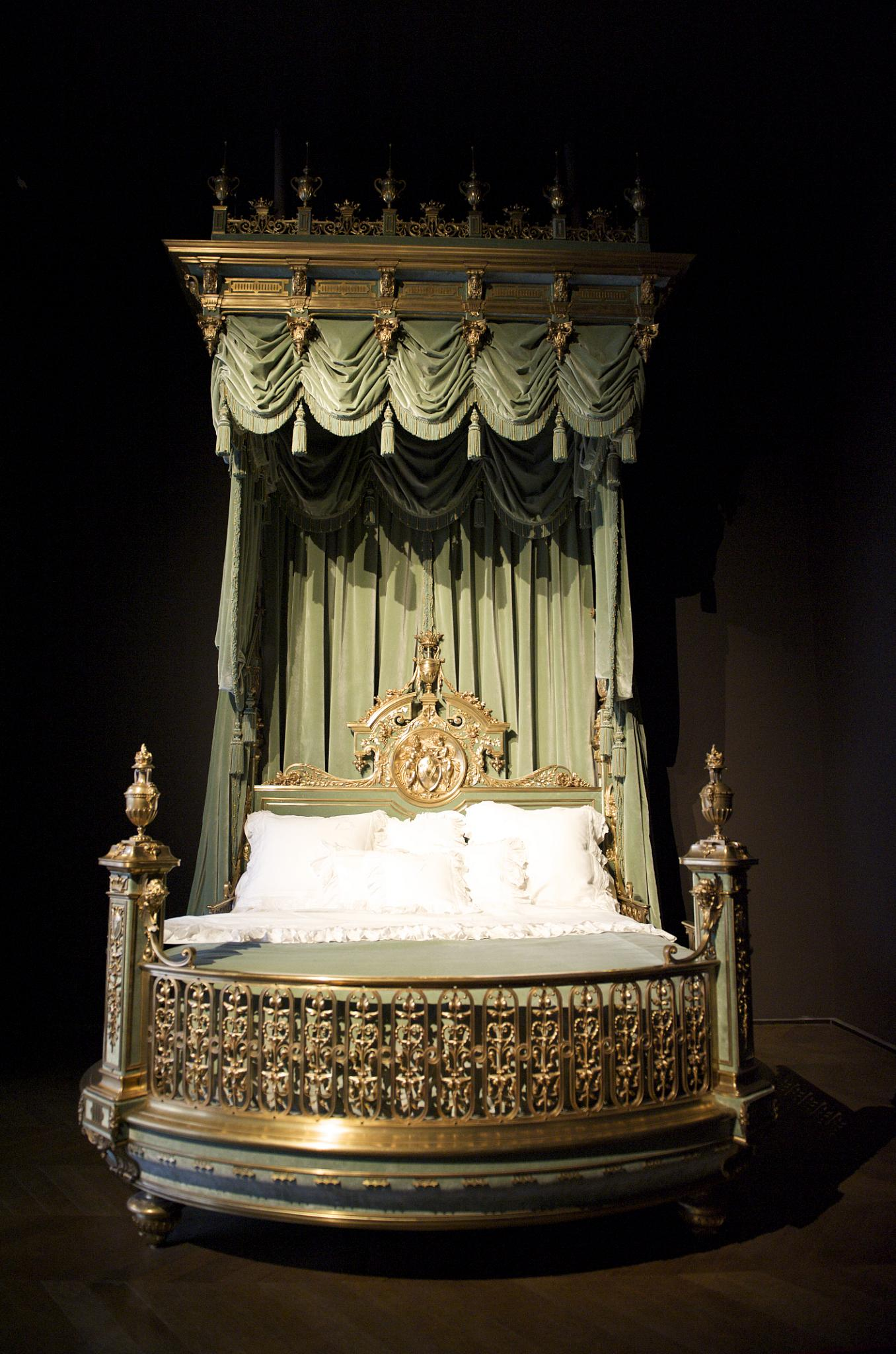
Lit de Valtesse de La Bigne, Second Empire.
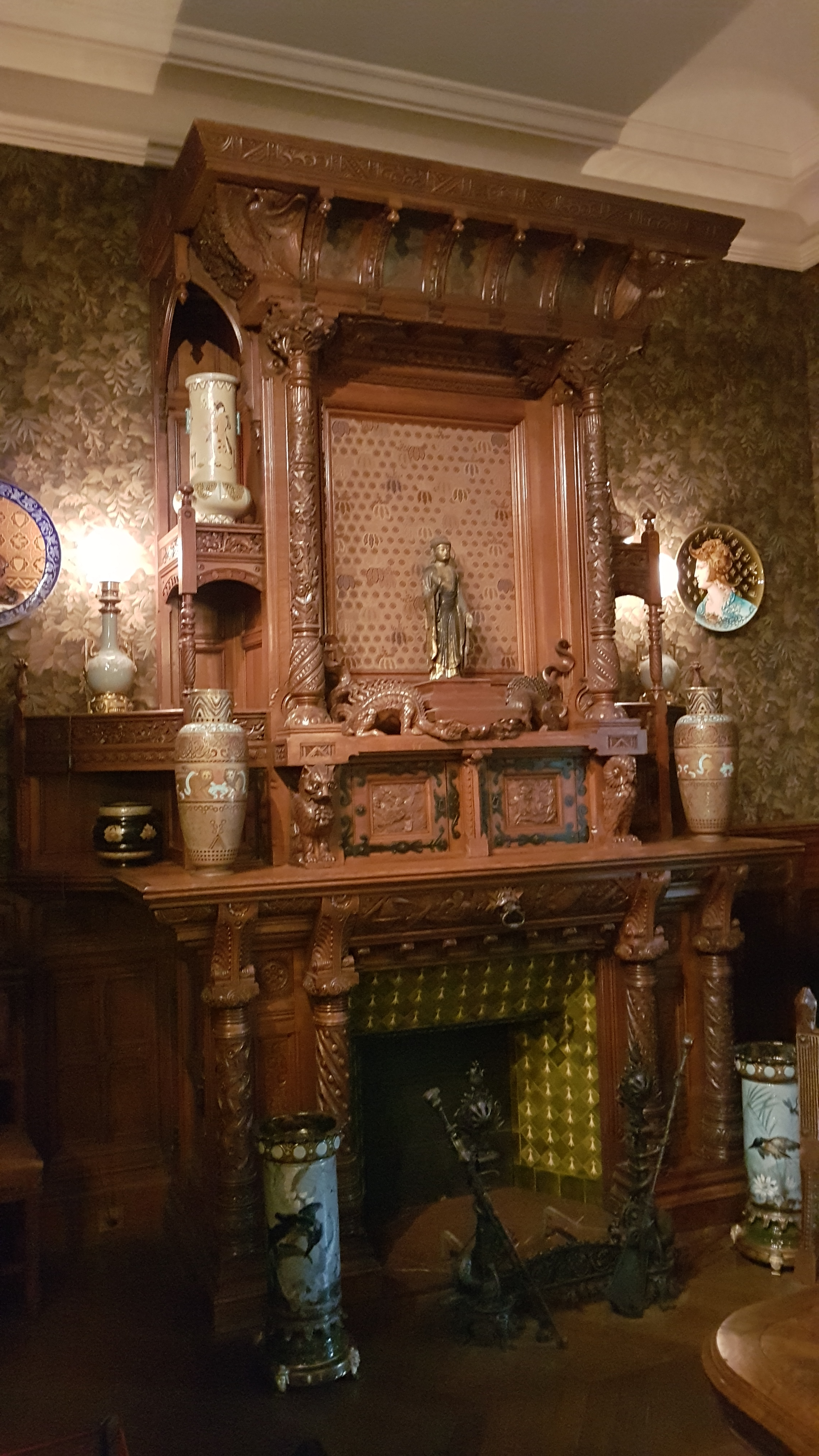
Salle à manger vers 1880.

#### Art nouveau / Art déco (salles 43 à 53)
Cet ensemble comprend plus de 6 660 œuvres représentant tous les courants des arts décoratifs, avec leurs représentants majeurs.
Quelques ensembles Art nouveau ont été reconstitués, de même pour la section Art déco, qui comprend quelques ensembles uniques comme l'appartement de Jeanne Lanvin (1925), ou le bureau-bibliothèque du Pavillon d’une ambassade française conçu par Pierre Chareau pour l'Exposition des arts modernes et décoratifs de Paris en 1925.

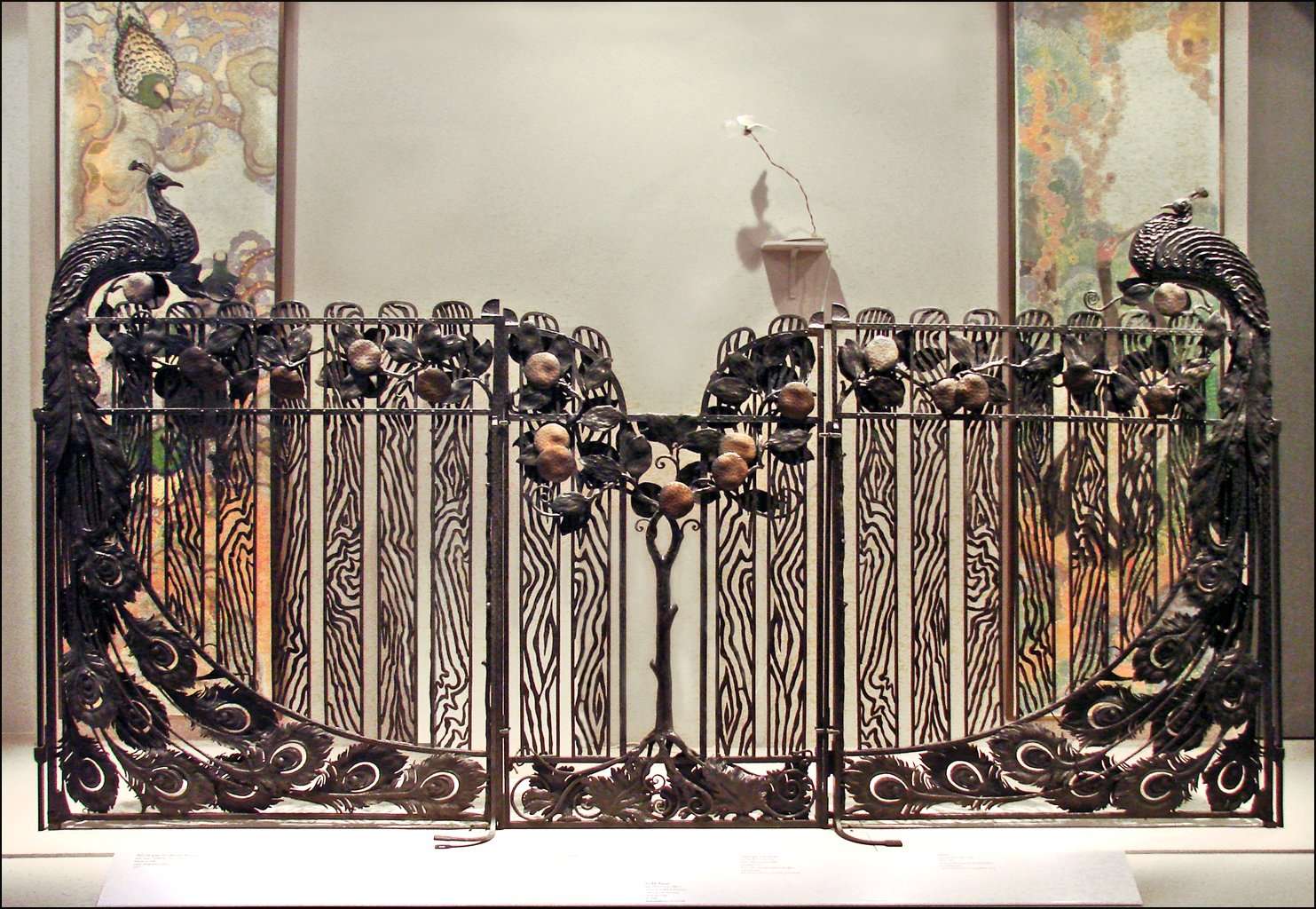
Grille des Paons.
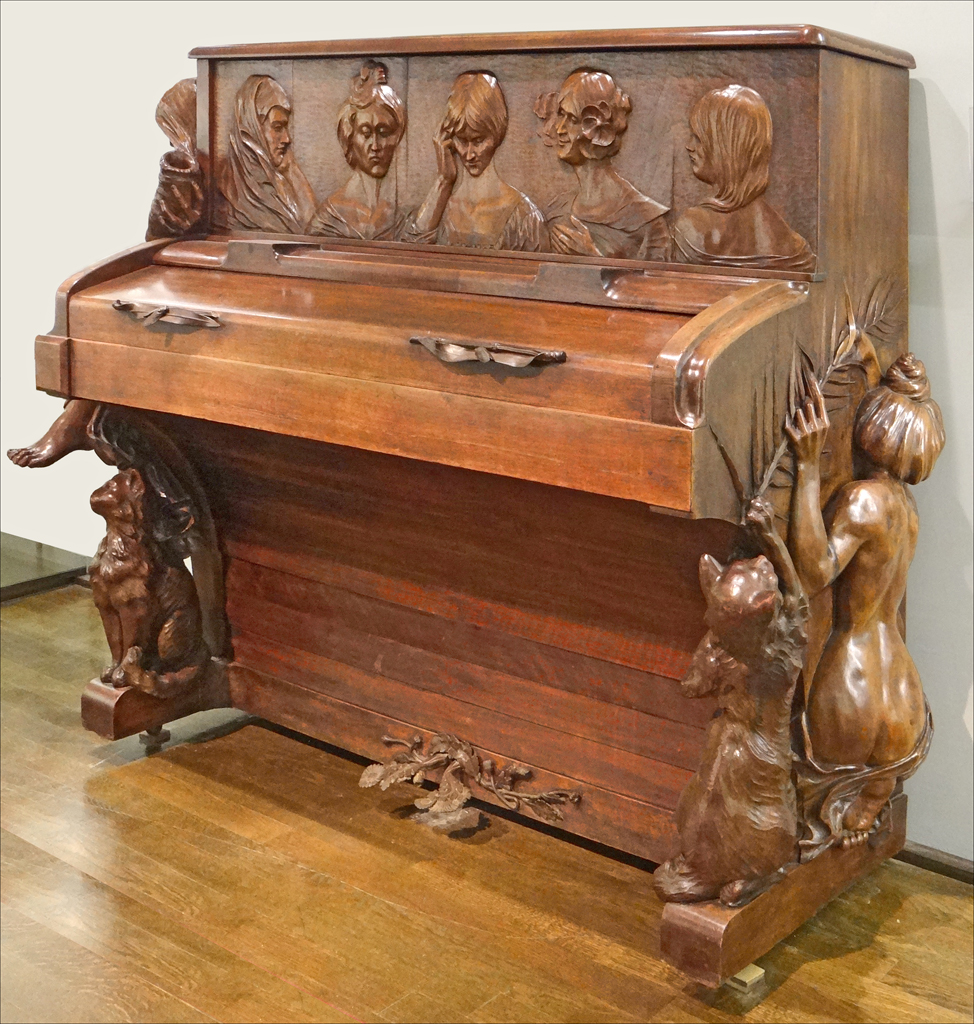
Piano Art nouveau.
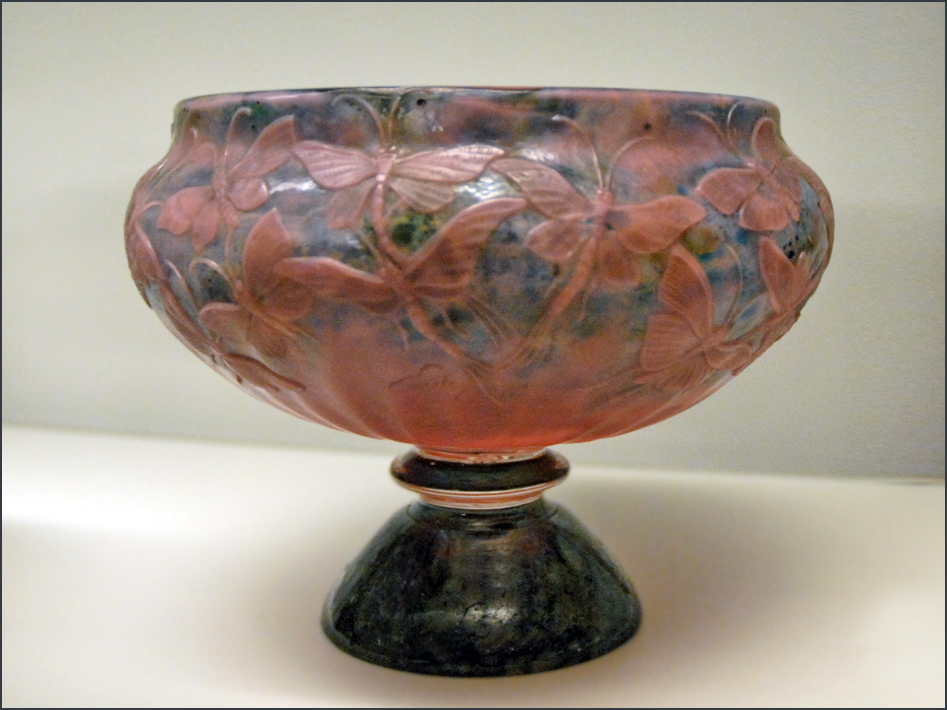
Coupe Art nouveau, Vol d'éphémères, Émile Gallé, Nancy.

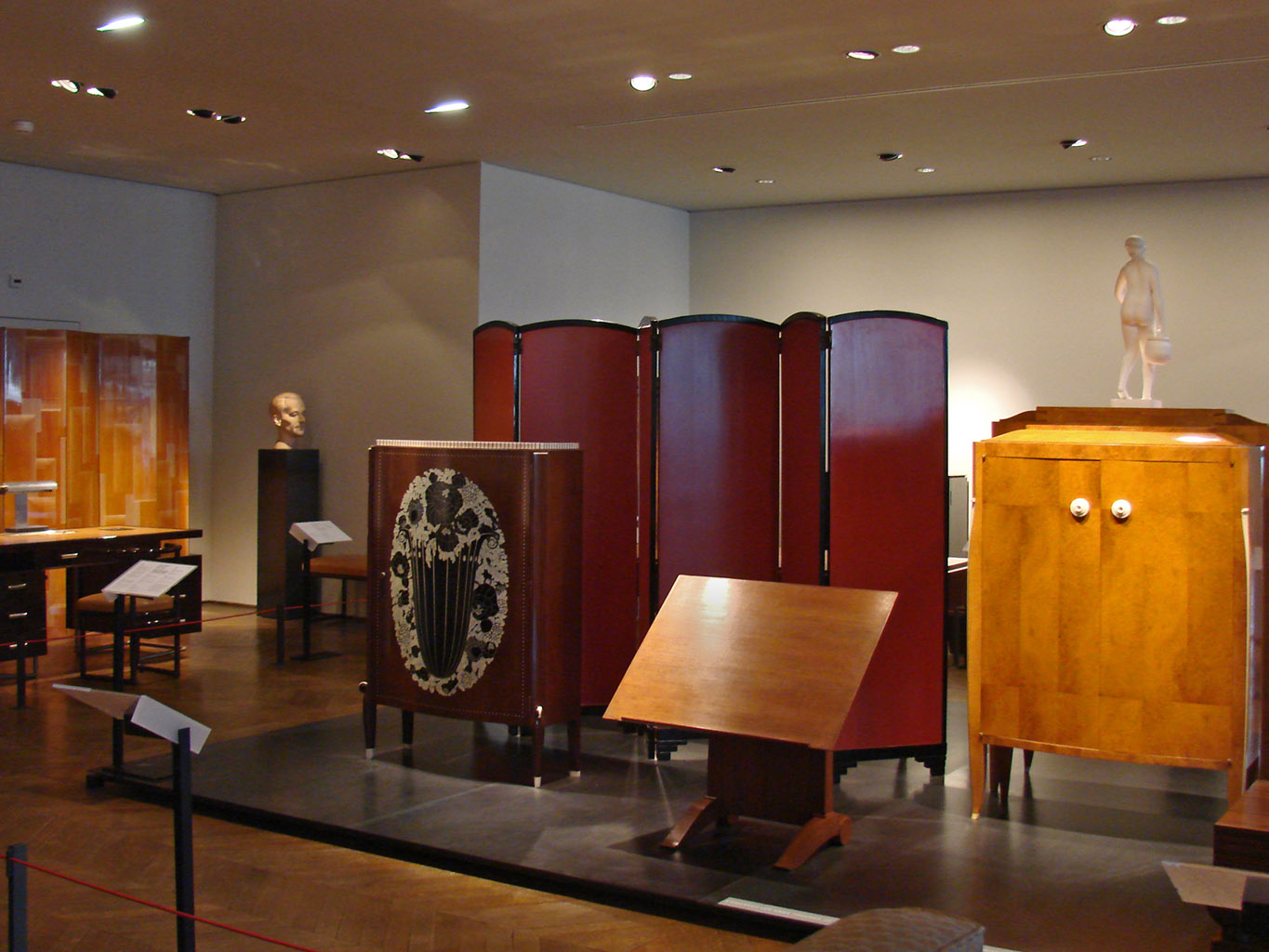
Salle Art déco.
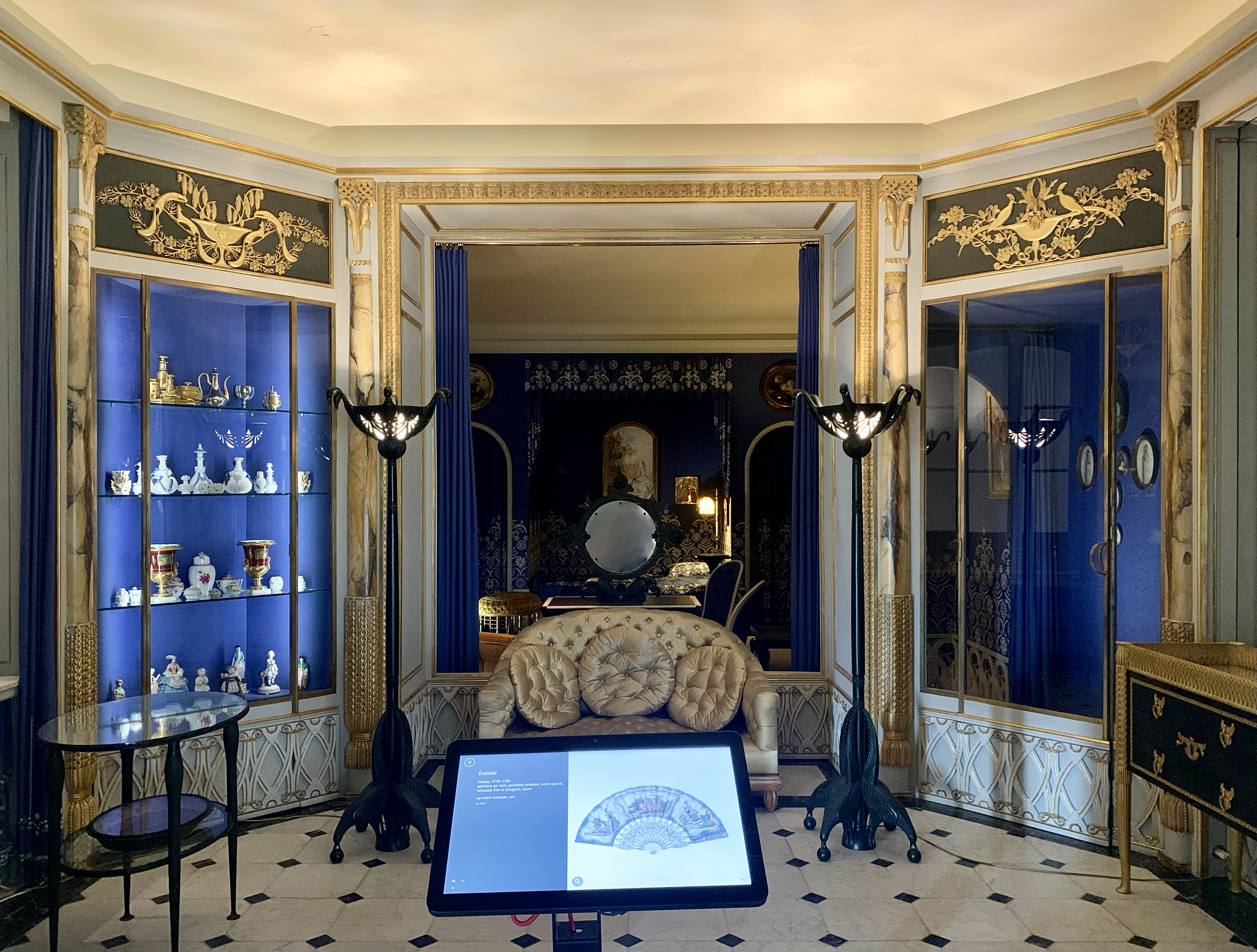
Appartement de Jeanne Lanvin, 1925.
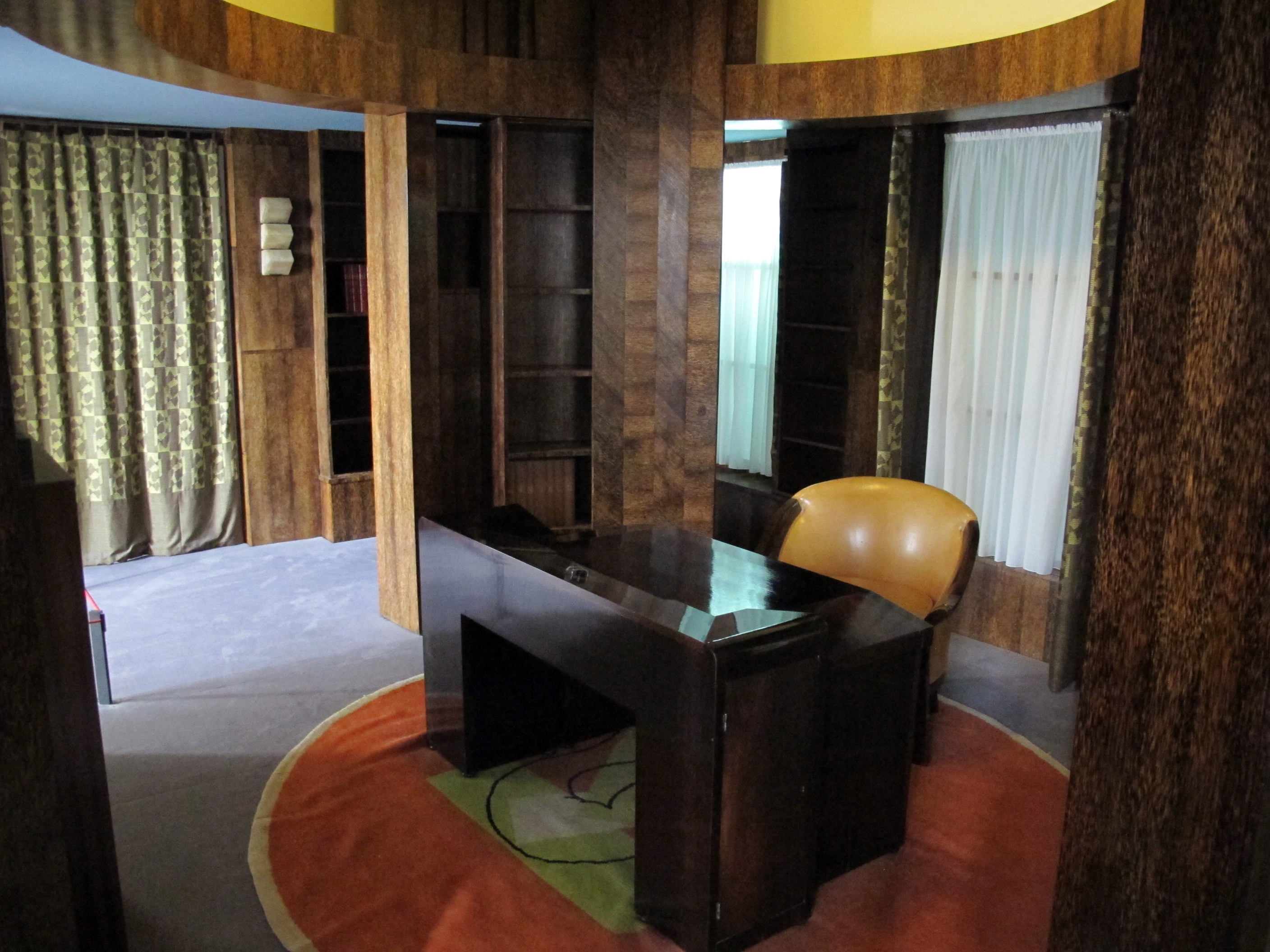
Bureau-bibliothèque de Pierre Chareau, 1925
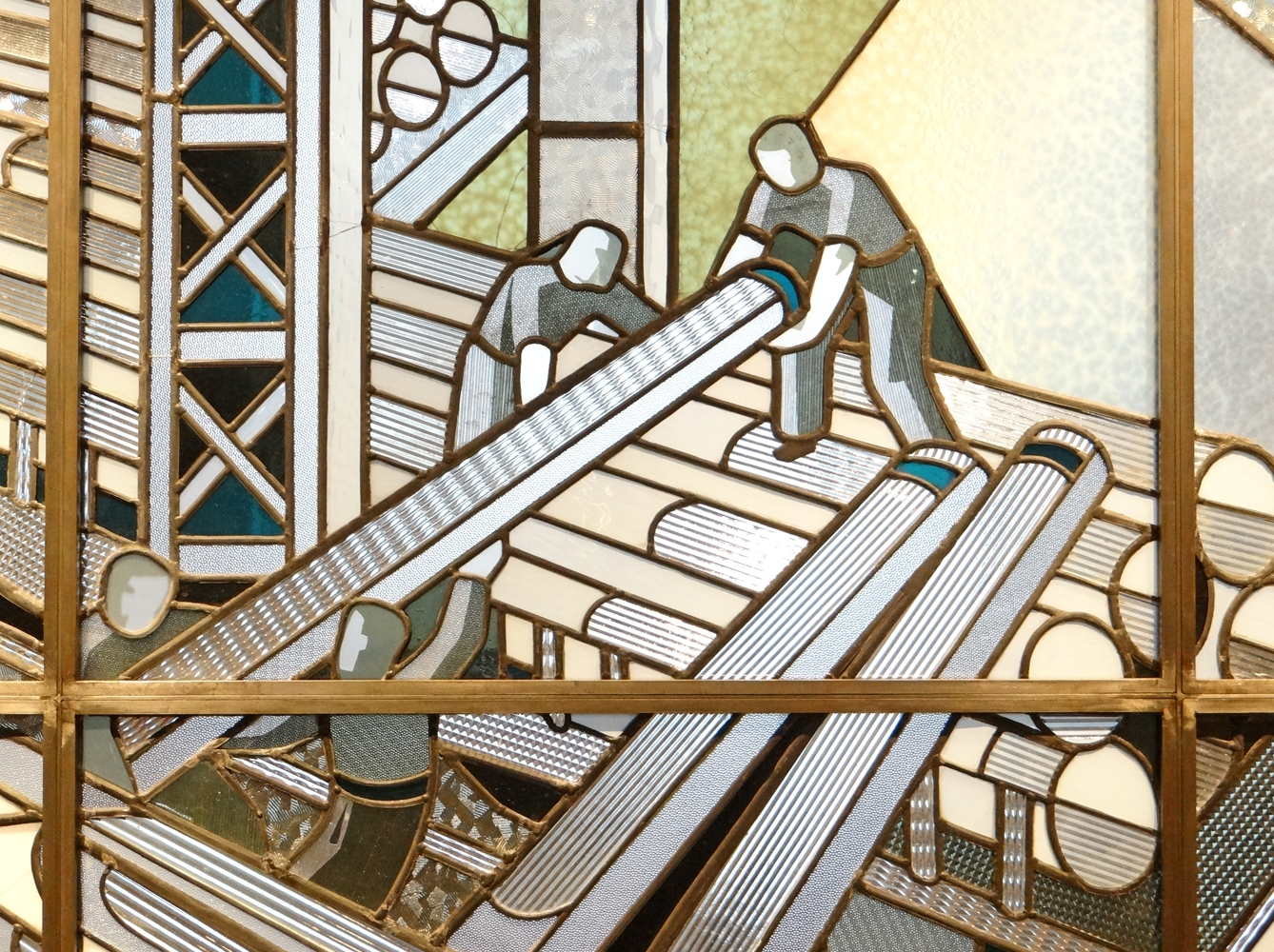
Vitrail Art déco.

#### Moderne et Contemporain (salles 54 à 67)
La période débute avec l'Exposition internationale des arts et techniques de 1937, et se poursuit jusqu'à la période actuelle. Ses collections se déploient sur 5 niveaux dans le pavillon de Marsan.

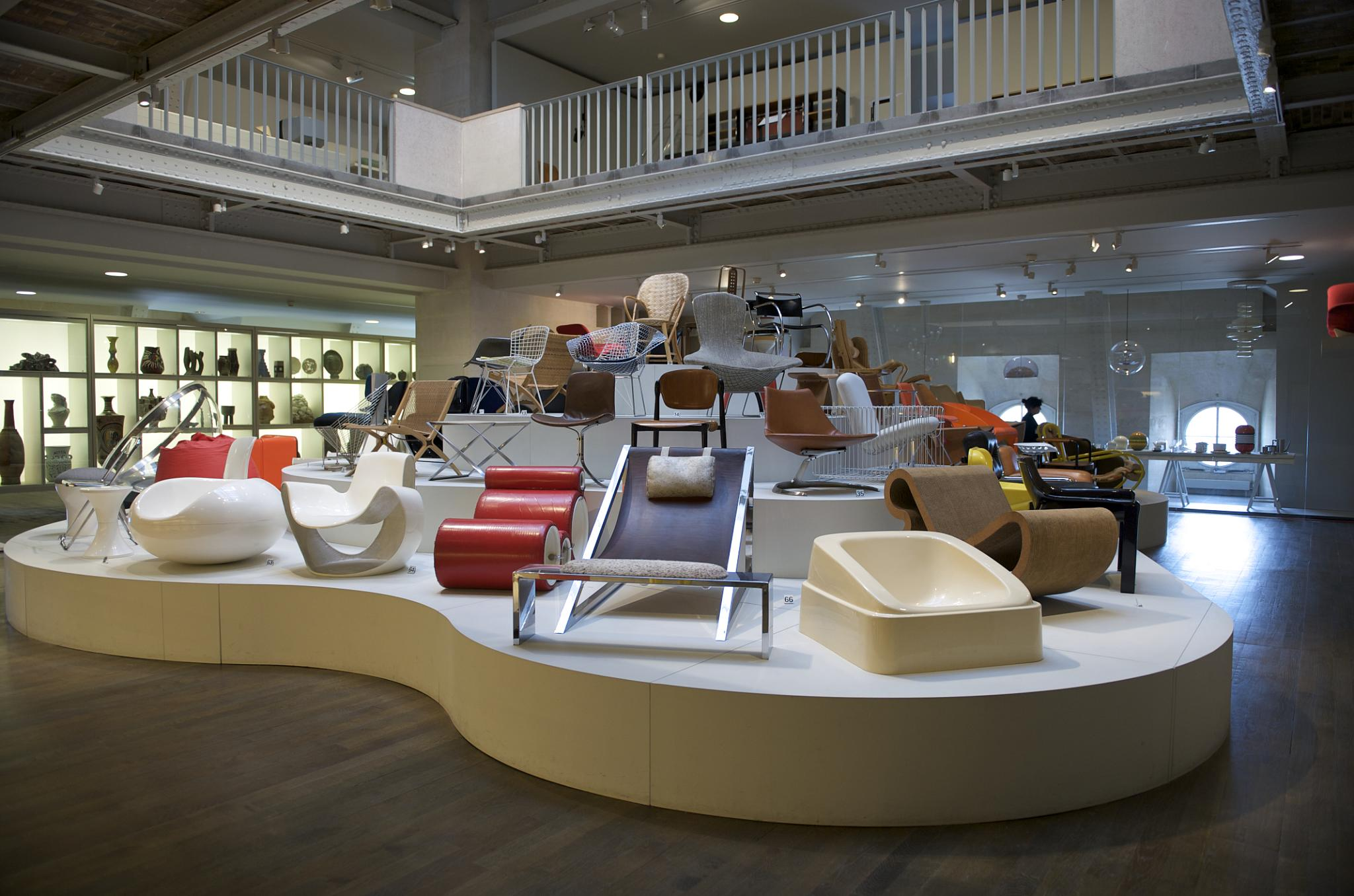
Chaises du XXe siècle.
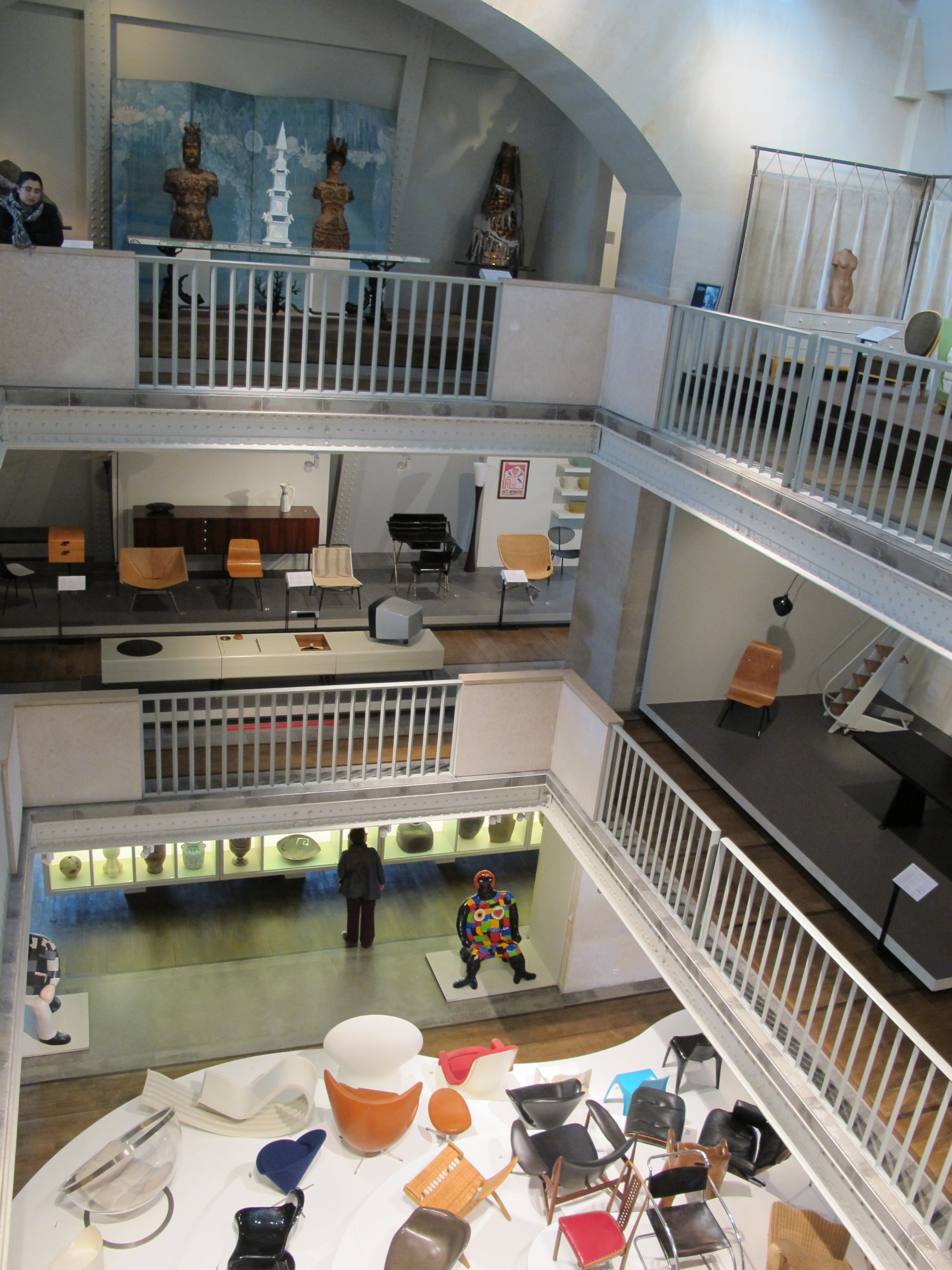
Vue du pavillon de Marsan.
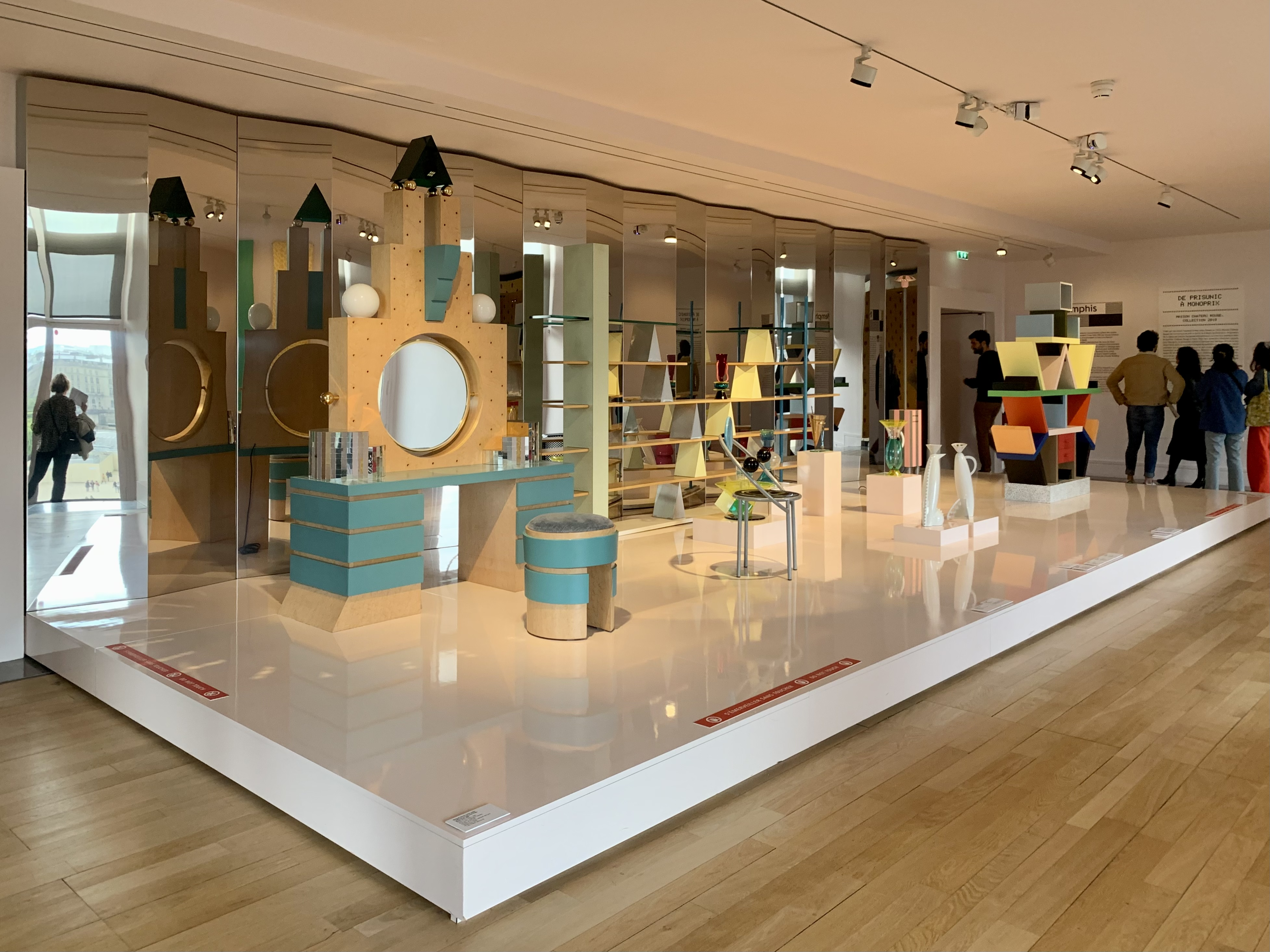
Salle du Groupe Memphis.

### Départements thématiques

#### Arts graphiques
Il est composé de quelque 150 000 dessins couvrant une période allant du XVIe au XXIe siècle.

#### Galerie des bijoux
La galerie des bijoux du musée est constituée de 4 000 pièces allant de l’Antiquité à l’époque moderne et dont environ 1 200 sont exposées. Il s'agit du plus important ensemble de bijoux des collections françaises Le parcours est chronologique et offre un panorama de la joaillerie et de son histoire du Moyen Âge jusqu'à la période contemporaine. Néanmoins une partie des vitrines présente également la production des bijoux à partir des matériaux bruts et des pierres précieuses ou fines utilisés. Les collections proposent des pièces représentatives du Moyen Âge et de la Renaissance, un bel ensemble de joaillerie du XVIIIe siècle et une très grande diversité de pièces pour le XIXe siècle.
L'Art nouveau est représenté par un ensemble exceptionnel de bijoux notamment créés par Georges Fouquet, Lucien Gaillard, la maison Vever ou encore René Lalique. L'Art déco et la bijouterie des années 1930 est aussi bien illustrée avec en particulier les créations des joailliers de la place Vendôme, Boucheron et Cartier et d'autres créateurs français Toute une section de la galerie est consacrée au bijou depuis 1940 avec de nombreuses pièces de créateurs français, des bijoux d'artistes (Georges Braque, Alexander Calder, Henri Laurens ou Jean Lurçat) et un bel ensemble de créations européennes et de bijoutiers indépendants. Les dons ont été important pour la constitution de la galerie, notamment de la part de maisons de joaillerie comme Cartier, Boucheron, Van Cleef & Arpels, JAR, Chanel, Mellerio et Lorenz Baümer qui sont par conséquent bien représentées dans la collection.

#### Département des papiers peints
Le département des papiers peints, créé en 1967, abrite 400 000 œuvres représentant plus de trois siècles de création.

#### Verre
La collection comporte plus de 5 000 objets en verre allant du XIVe siècle à nos jours. Des créateurs célèbres comme Lalique, Baccarat, Saint-Louis, Tiffany, Gallé ou Daum y sont présentés, dans ce qui constitue l'ensemble le plus riche et le plus varié de France.

#### Galerie des jouets

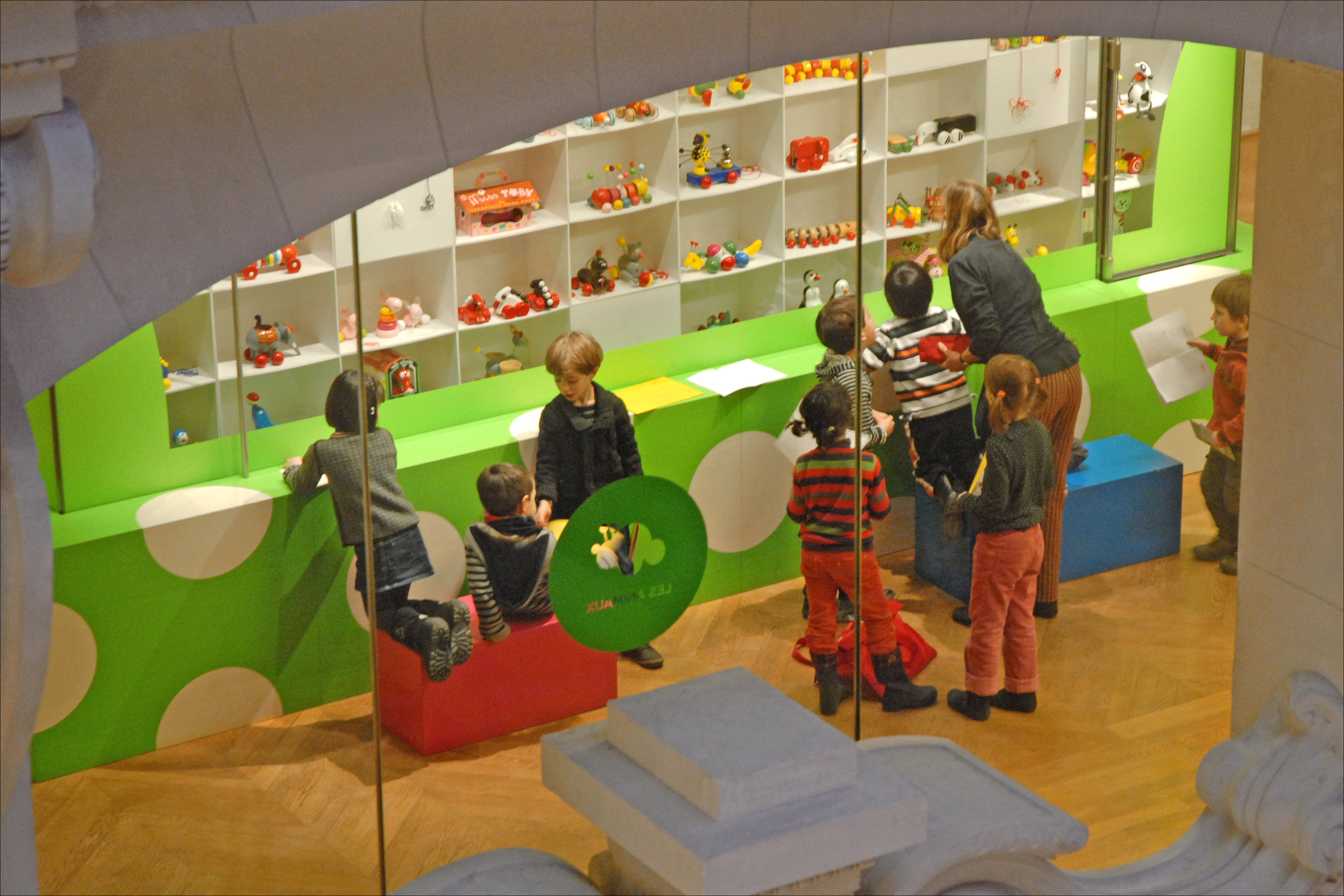
Vilac, 100 ans de jouets en bois.

La collection de jouets du musée, constituée à partir de 1905, compte aujourd'hui plus de 12 000 jeux et jouets datant du milieu du XIXe siècle jusqu'à nos jours. Ceux-ci ont été réunis grâce au don d'amateurs et de collectionneurs ainsi que d'industriels et d'ateliers de jouets. Cette collection est présentée à travers deux expositions thématiques annuelles.

#### Mode et textile
En 1905, le musée des Arts décoratifs possède une importante collection textile (soieries, broderies, dentelles, toiles imprimées), enrichie à partir de 1948 grâce au concours de l'Union française des arts du costume (UFAC).

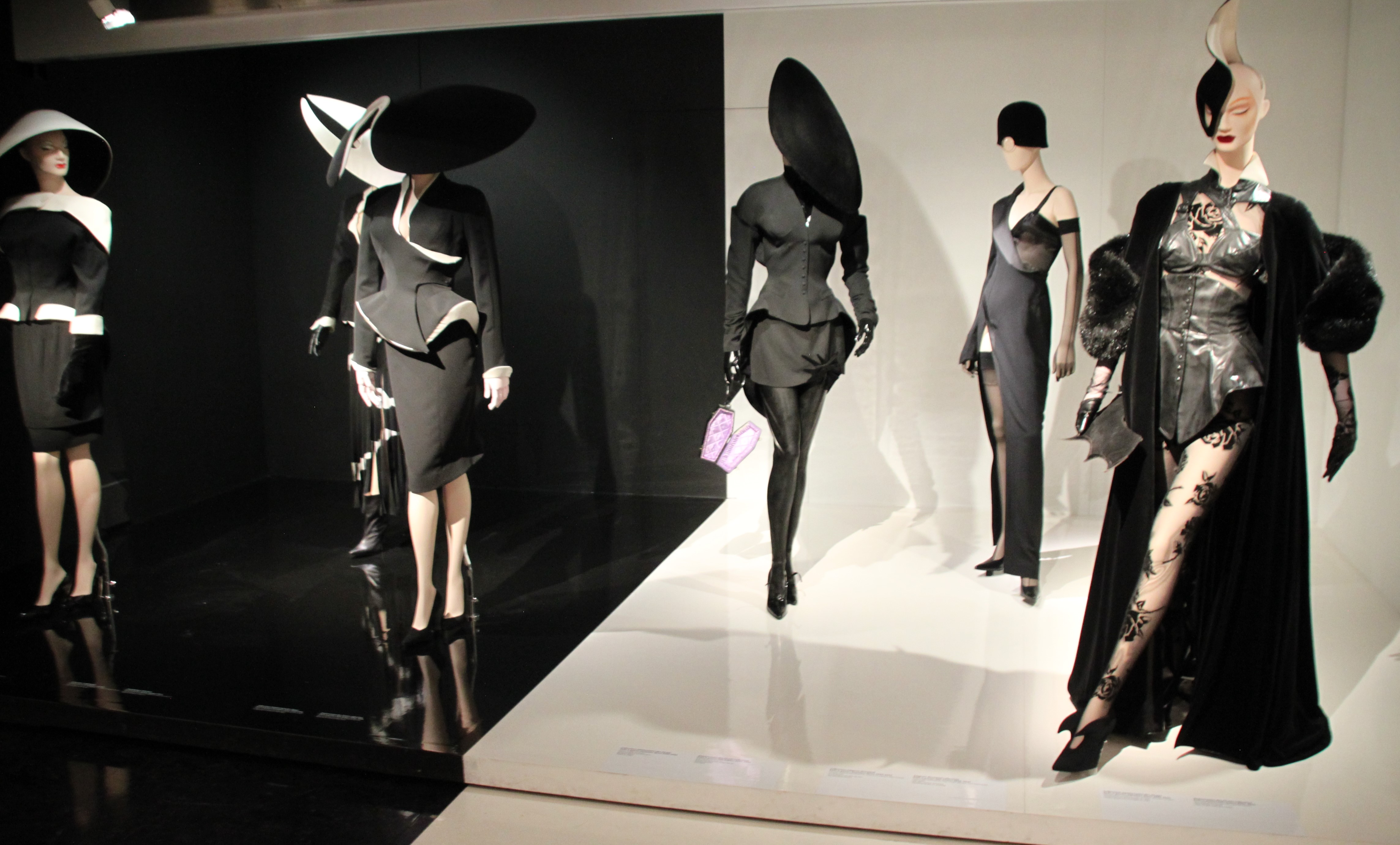
Exposition Thierry Mugler.

Estimée à plus de 60 200 œuvres, la collection se compose de costumes, accessoires, textiles ainsi que d'un important fonds de photographies et d’art graphique. En 1981, un accord scelle l’alliance de ces deux collections, donnant naissance au musée des Arts de la mode en 1986.
Rebaptisée musée de la Mode et du Textile en 1997 puis intégré au musée des Arts décoratifs, la collection compte aujourd'hui plus de 152 800 œuvres comprenant costumes, accessoires et textiles du IIIe siècle à nos jours, présentés sur 1 500 m2. Les noms des plus grands créateurs y sont réunis, de Paul Poiret à Popy Moreni, de Madeleine Vionnet à Christian Lacroix, de Christian Dior à Yves Saint Laurent.

#### Publicité et design graphique
Les premières affiches sont entrées dans les collections au début du XXe siècle. Un département Affiches est créé en 1972 puis, un musée de l’Affiche est officiellement créé en 1978. Installé rue de Paradis en 1981, il devient musée de la Publicité, avant de rouvrir en 1999 au 107 rue de Rivoli, dans des galeries aménagées par Jean Nouvel.
Outre le fonds d'environ 100 000 affiches jusqu'à nos jours, les collections se sont enrichies de films publicitaires, d’annonces de presse, de spots radio et d'objets promotionnels.
Le musée des Arts décoratifs organise également de nombreuses expositions thématiques.

### Donation Jean Dubuffet
Jean Dubuffet, l'un des artistes français majeurs du XXe siècle, a décidé en 1967 de faire don au musée de sa collection personnelle, représentative de son œuvre depuis le début de sa carrière artistique. Composée de 21 tableaux, 7 sculptures et 132 dessins de 1942 à 1966, elle est exposée dans une galerie spécifique dont la présentation change régulièrement. Hôtel du Cantal et Pisseur à droite sont deux peintures susceptibles d'y être montrées.

### Réserves
Le musée expose seulement 20 % des œuvres possédées. Le reste est entreposé dans des réserves, autrefois situées dans les profonds sous-sols des musées. Cependant, face au risque de crue de la Seine et d'inondation des sous-sols, il fut décidé que ces réserves devaient impérativement être déplacées dans un endroit sûr. Des immenses entrepôts extrêmement sécurisés servent à stocker les œuvres non exposées. Certaines demeurent sous les bâtiments pour plusieurs raisons, notamment les œuvres en attente de rénovation ou de transit, ou encore les œuvres de remplacement et les objets et meubles utiles pour leur exposition.
Sous très haute surveillance, les réserves voient leur climatisation constamment contrôlée (température constante, 70 % d'hygrométrie) pour éviter toute détérioration de leur contenu.

## Fréquentation
| Année | Entrées gratuites | Entrées payantes | Total                             |
| ----- | ----------------- | ---------------- | --------------------------------- |
| 2001  | 0                 | 144 390          | 144 390                           |
| 2002  | 35 279            | 49 187           | 84 466                            |
| 2003  | 28 413            | 138 817          | 167 230                           |
| 2004  | 48 997            | 135 122          | 184 119                           |
| 2005  | 34 682            | 131 950          | 166 632                           |
| 2006  | 86 454            | 201 725          | 288 179                           |
| 2007  | 131 429           | 289 944          | 421 373                           |
| 2008  | 133 044           | 282 551          | 415 595                           |
| 2009  | 176 264           | 232 867          | 409 131                           |
| 2010  | 258 756           | 233 898          | 492 654                           |
| 2011  | 225 642           | 260 506          | 486 148                           |
| 2012  | 277 682           | 325 416          | 603 098                           |
| 2013  | 236 193           | 245 239          | 481 432                           |
| 2014  | 144 008           | 164 693          | 308 701                           |
| 2015  | 106 107           | 141 092          | 247 199                           |
| 2016  | 254 078           | 298 727          | 552 805                           |
| 2017  | 245 162           | 624 635          | 869 797                           |
| ...   |                   |                  |                                   |
| 2021  |                   |                  | 391 379 (en 7,5 mois d'ouverture) |
| 2022  |                   |                  | 901 593                           |